# 馬自達626
馬自達626，日本稱為（Capella），是日本馬自達汽車公司（前身為「東洋工業」）於1970年至2002年之間生產的小型或中型轎車，其雙生車款為福特Telstar、福特Probe。直至2002年該車款被馬自達6取代為止，它與福特Telstar在全世界總共售出4,345,279輛。

## 概要
車名「Capella」取自於御夫座內最明亮的一顆恆星五車二（Capella，學名為α Aurigae，略稱為α Aur）。自1979年的第三代車型開始，才改以馬自達626之名在世界各地銷售，用以取代原有的馬自達616、馬自達618及馬自達RX-2等舊名稱。其雙生車款福特Telstar則在亞洲、大洋洲（主要是澳洲與紐西蘭）、南非等國家地區銷售。

## 歷史

### 第一代（SNA/S122A系　1970年-1974年）
1970年 - 5月正式在日本發售，車型區分為12A型轉子引擎與1.6L直列四缸NA型往復式活塞引擎兩種。代號12A的轉子引擎是專門為Capella設計的，基本上與原有的10A型轉子引擎形式相同。不過，將轉子室空間擴缸了10mm，排氣量加大至573c.c.，同時改變排氣埠位置以提高燃燒效率。最大馬力120ps / 6,500rpm，最大扭力16.0kg·m / 3,500rpm，最高時速可達190km/hr，完成0至400公尺加速花費15.7秒（手排版）。搭載轉子引擎的Capella也外銷至包括美國的海外市場，稱之為馬自達RX-2。10月開始，追加1.5L直列四缸SOHC UB型往復式活塞引擎的車型。1971年至1973年可說是馬自達626搭載轉子引擎的全盛時期，總計1971年售出63,389輛、1972年售出57,748輛、1973年售出54,962輛。
此代搭載往復式活塞引擎的車型自1971年在海外市場以馬自達616名稱發售，後頭的16即代表排氣量1.6L。由於美國消費者偏好大引擎、大馬力的車種，隔年1972年升級成1.8L直列四缸SOHC VB型引擎，並更名為馬自達618（同理，後面的「18」即代表1.8L引擎）發表。但好景不常，1973年停止銷售馬自達618，美國市場只剩其搭載轉子引擎的版本RX-2而已。

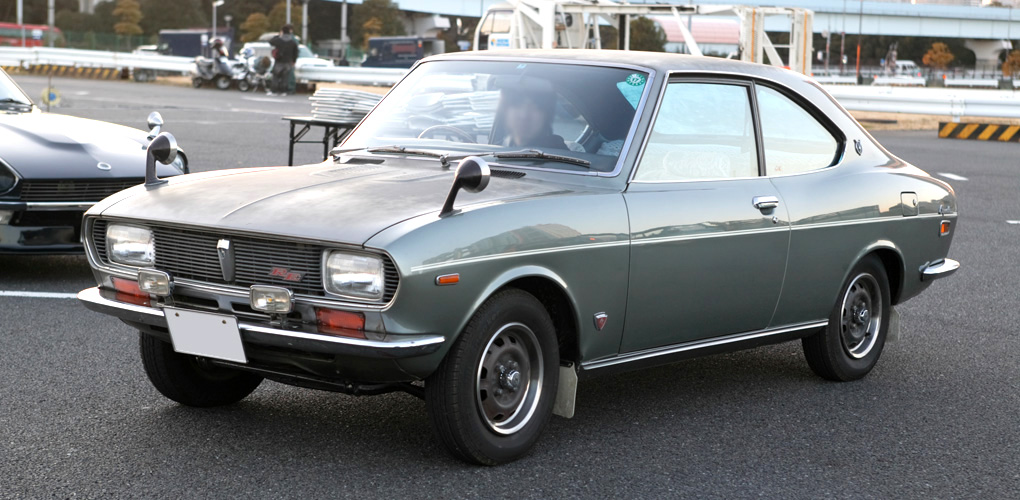
雙門轉子引擎車型
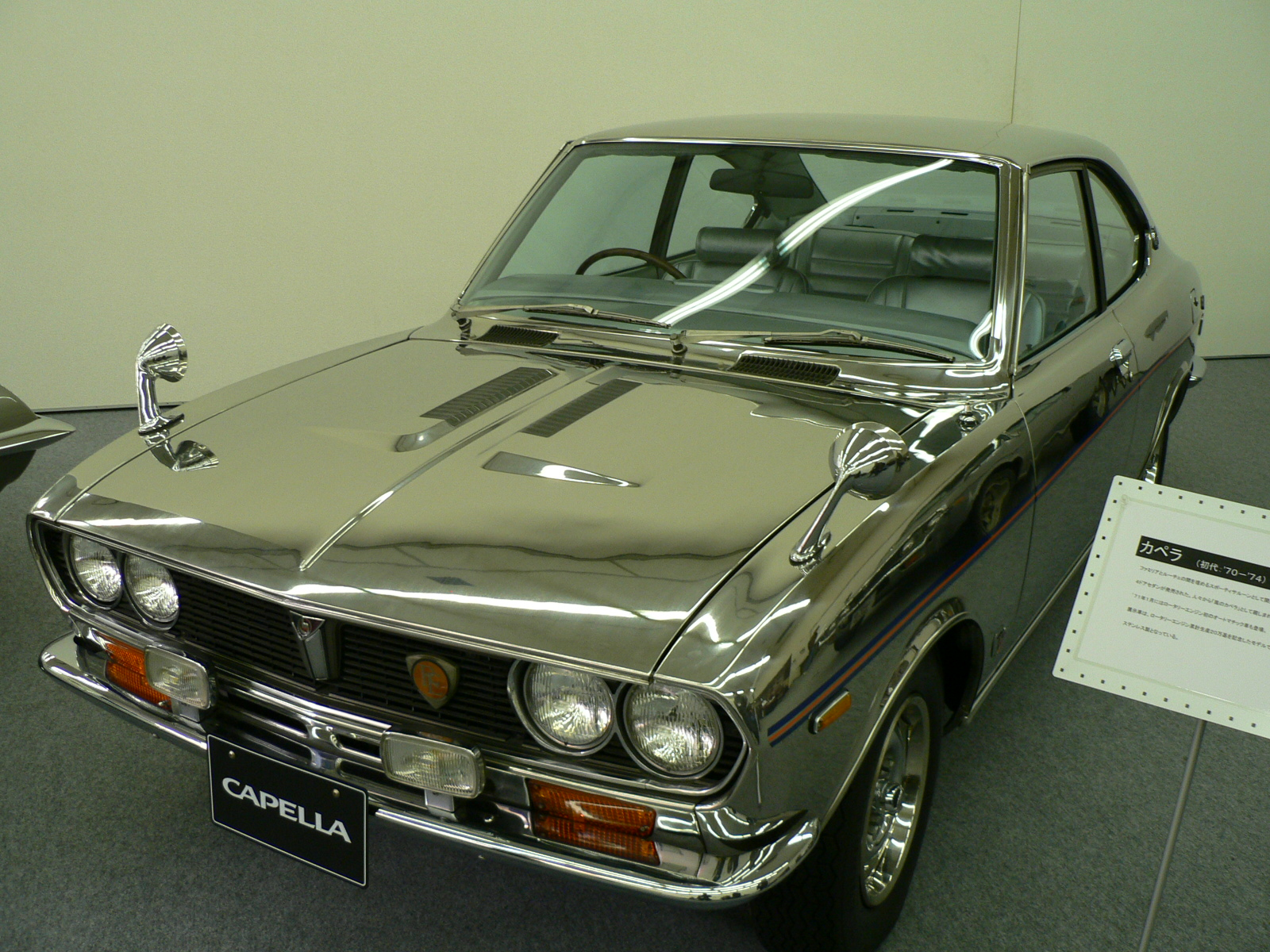
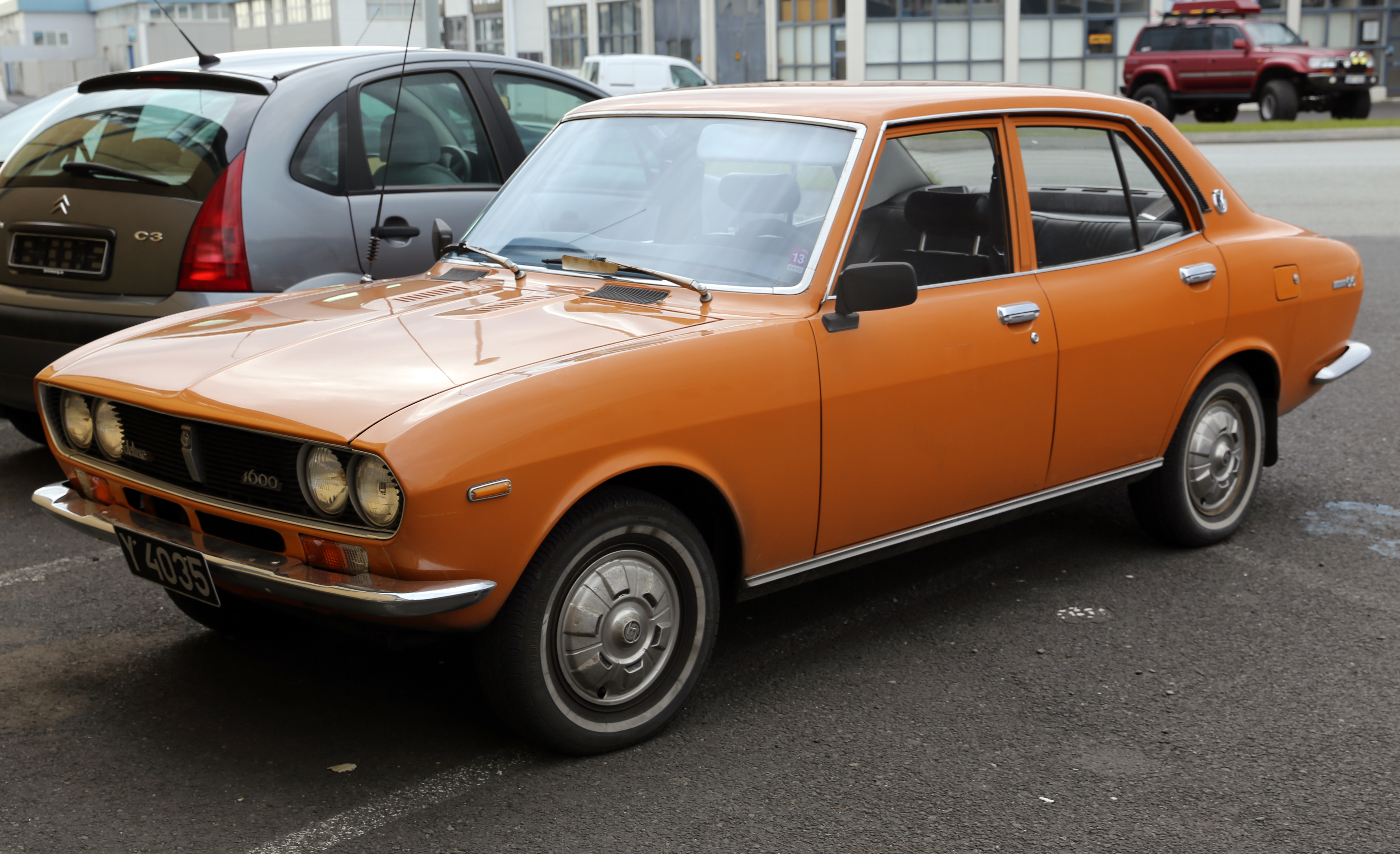
歐規馬自達616車頭
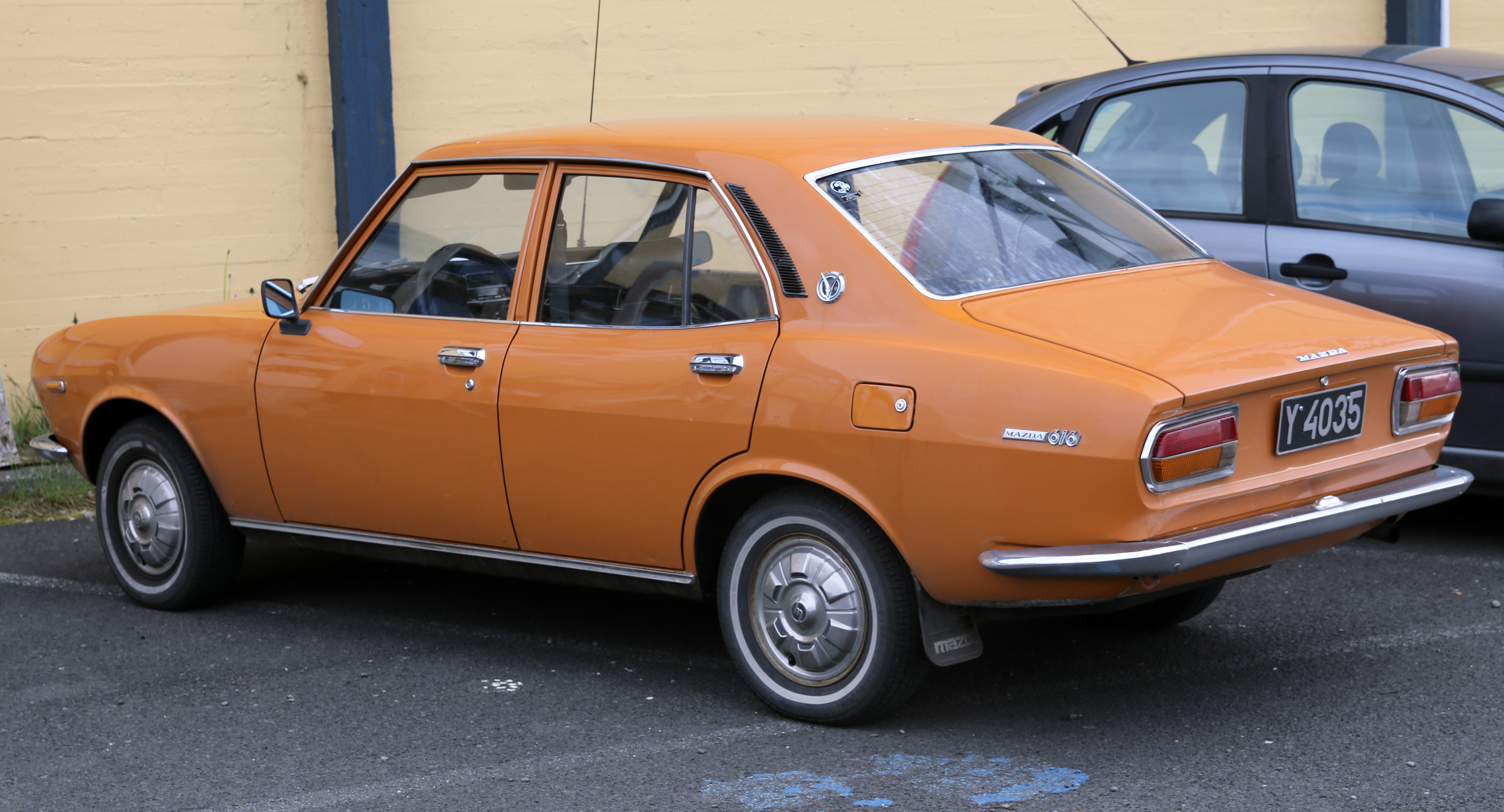
歐規馬自達616車尾

### 第二代（CB125系　1974年-1978年）
1974年 - 2月進行大改款，日本地區稱作「Capella Rotary AP」。車身形狀仍以第一代為基礎，但車頭造型大為改變，且延長了110mm。內裝方面，儀錶板改為連續四個圓形的設計。動力來源則繼續延用上一代的573c.c x 2 12A型轉子引擎、1.6L直列四缸SOHC NA型引擎，以及1.8L直列四缸SOHC VB型引擎。
1976年 - 為了順應日本昭和51年制定的汽車廢氣排放規定（（日語）自動車排出ガス規制），追加「轉子引擎AP」、「1800AP」等兩種車型（AP是Anti-pollution之意）。導入二次空氣噴射裝置以符合空氣汙染法規，且有鉛、無鉛汽油均可使用。
總計1970年至1978年間，第一、二代Capella在日本累積售出共225,003輛。

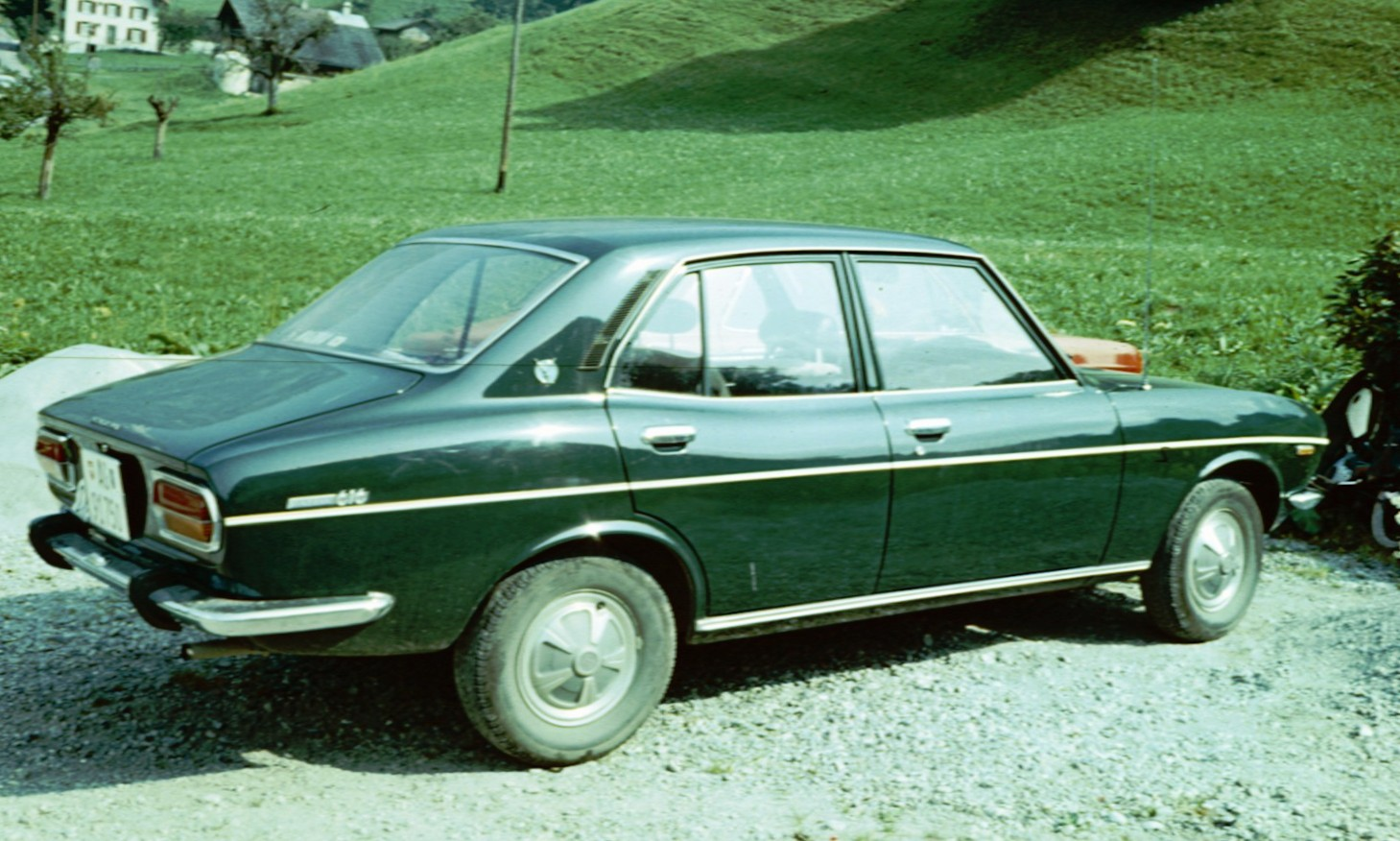
1978年馬自達616
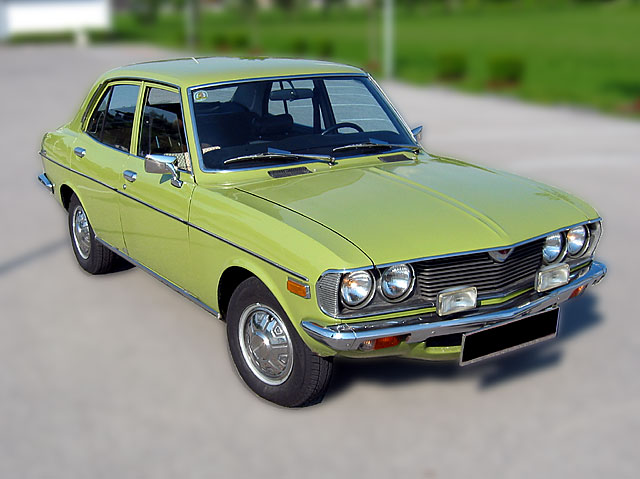
四門轎車型

### 第三代（CB系　1978年-1982年）
計程車車型為1978年至1985年。
1978年 - 10月大改款的第三代馬自達626在日本上市。除了四門轎車車型，雙門轎跑車改成無B柱硬頂型（pierless hardtop）之形式，其車身風阻係數Cd值僅有0.38，超越當時他牌同級車。除了延續上一代FR驅動方式，另增加可摺疊式後座，於是車室與後車廂空間比同級車增加許多，也加強實用性。自此代起海外市場開始統一車名為馬自達626，不過只有英國例外。為了表彰英國Montrose地區代理商的銷售貢獻，馬自達刻意在該國稱之為馬自達Montrose。
1979年 - 3月追加2.0L直列四缸SOHC F/MA型引擎及LPG車型，後者專門出售給出租車業者使用。
1980年 - 9月小改款，原先兩個方形頭燈為直立，進氣壩則稍微向前傾斜；改款後則兩者皆稍微向前傾斜。此外為了符合嚴格的SAE（Society of Automotive Engineers，美國汽車工程師協會）規範，小改款的美規版頭燈為方形二盞，與其他市場稍微不同。
1982年 - 馬自達紐西蘭分公司為了慶祝該款車在當地上市10週年，發售了626紀念限量車。這款特仕車具有美規保險桿、進氣壩加裝額外車燈、AM收音機、鋁合金輪圈、絨布內裝。此外，這款車也含有強化夾層擋風玻璃，這是在紐西蘭國產化的馬自達車款中首見的。雖然第三代626於1982年停產，但日本市場的1.8L LPG出租車車型由於價格便宜、FR設定提升操控性等優點，受到各地出租車業者的歡迎，遂持續生產至1985年為止。

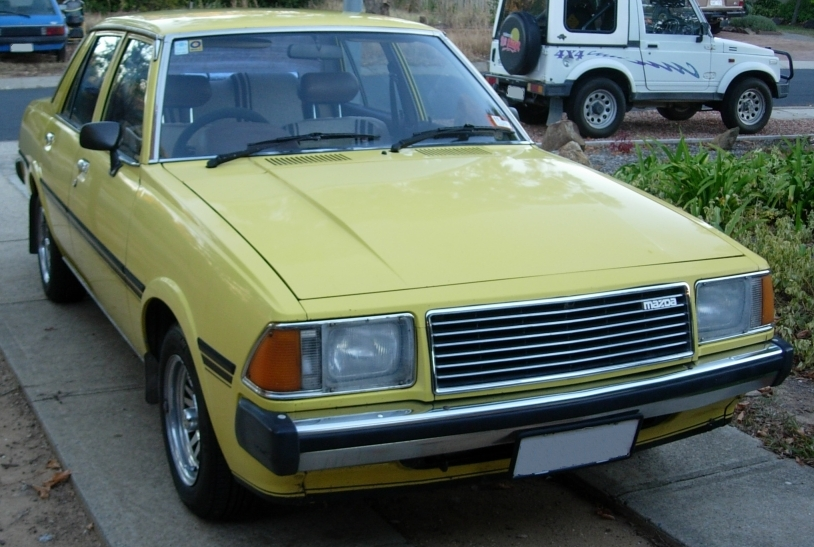
前期型四門轎車車頭（澳規）
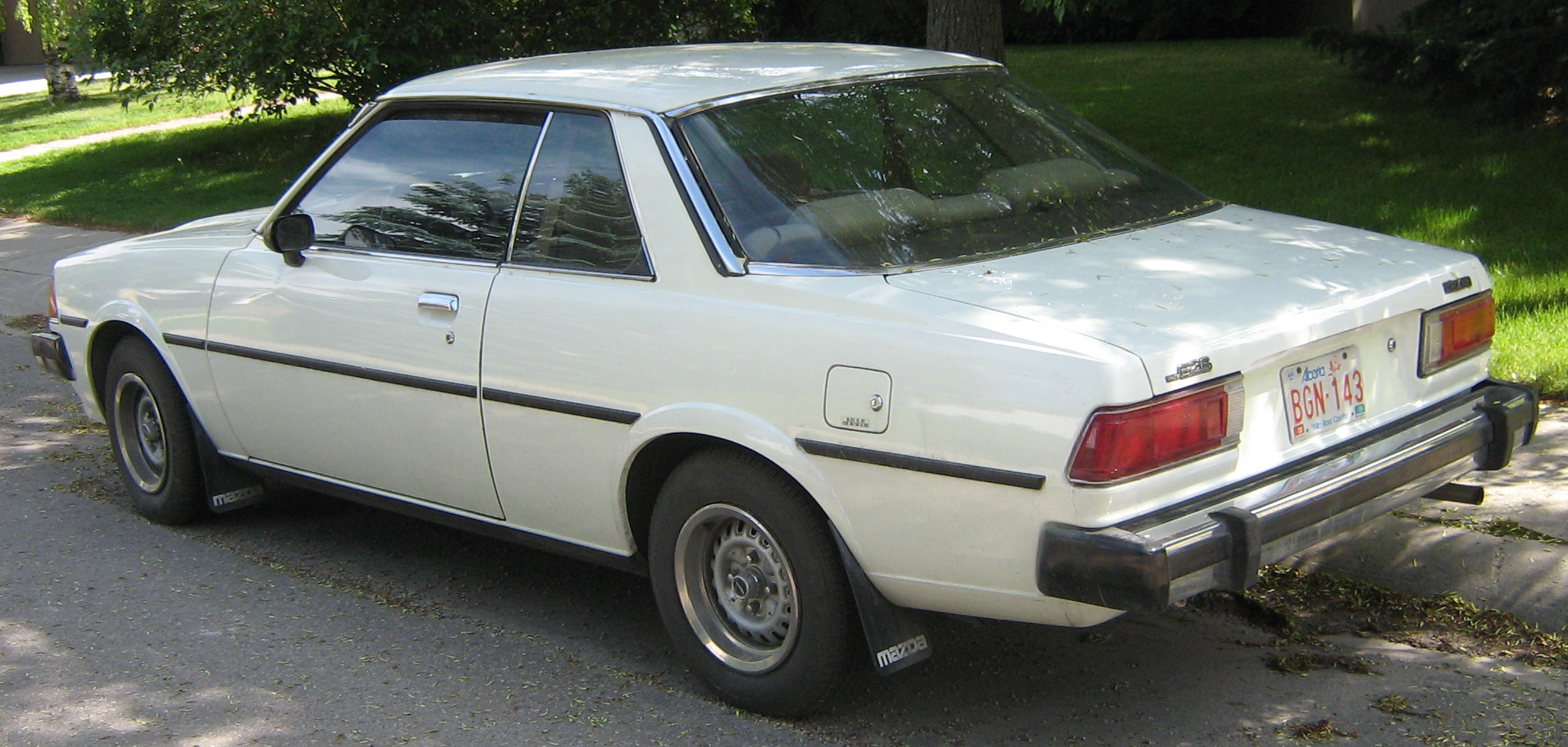
前期型雙門轎跑車車尾
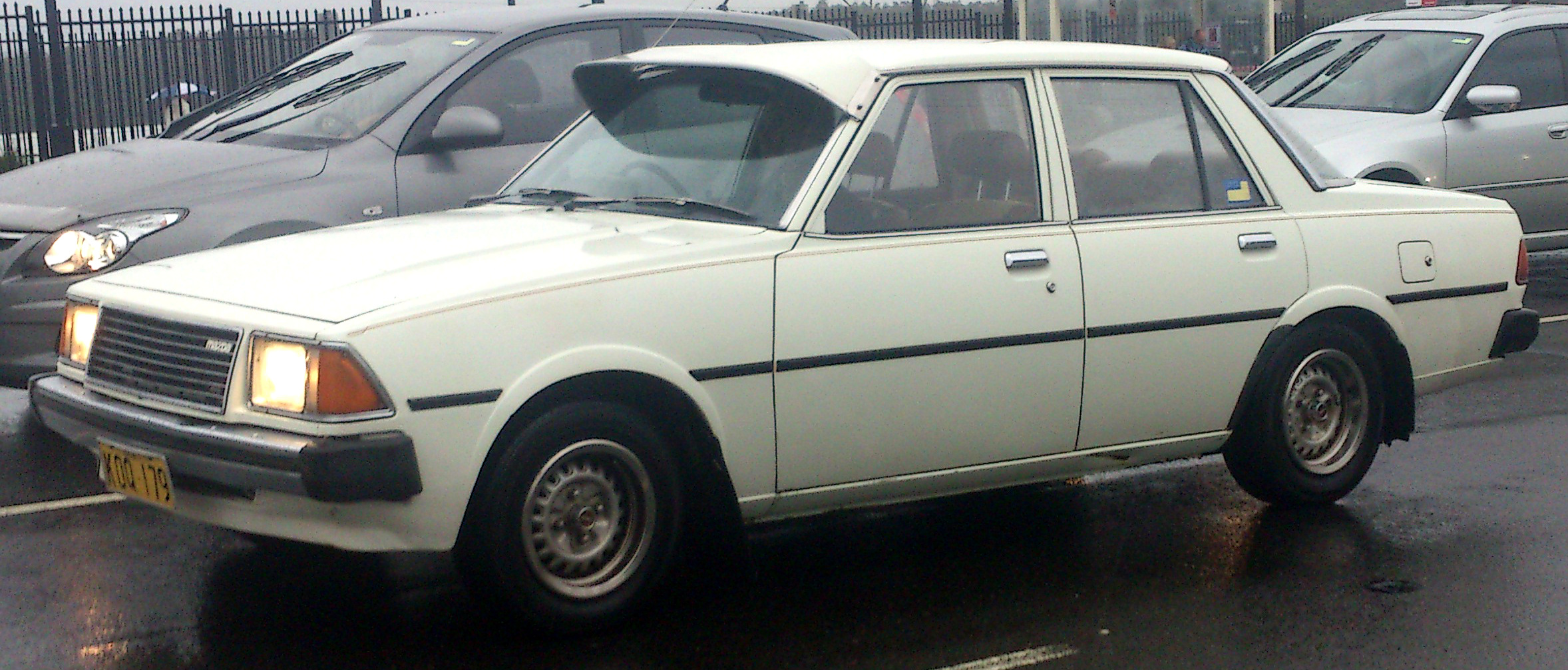
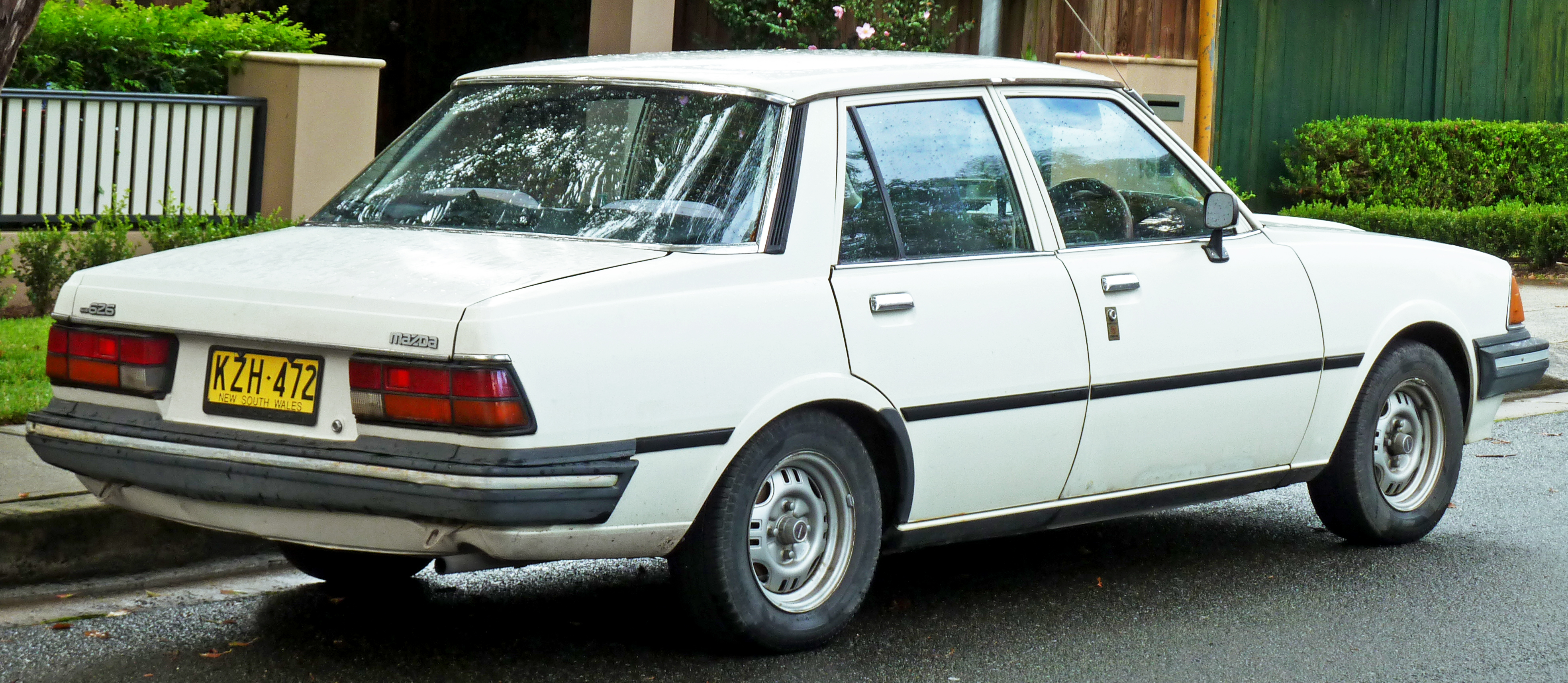
後期型四門轎車車尾
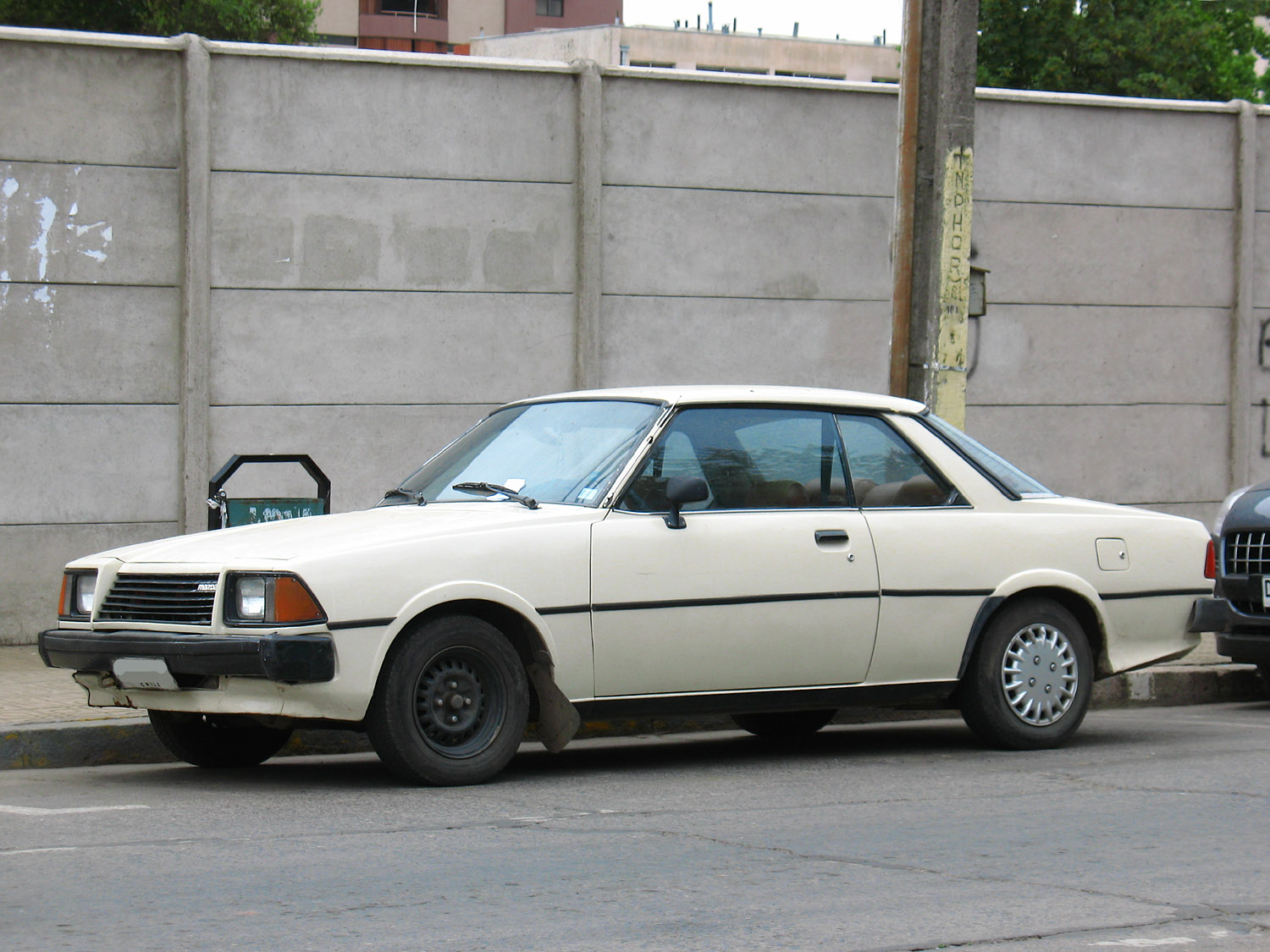
攝於智利
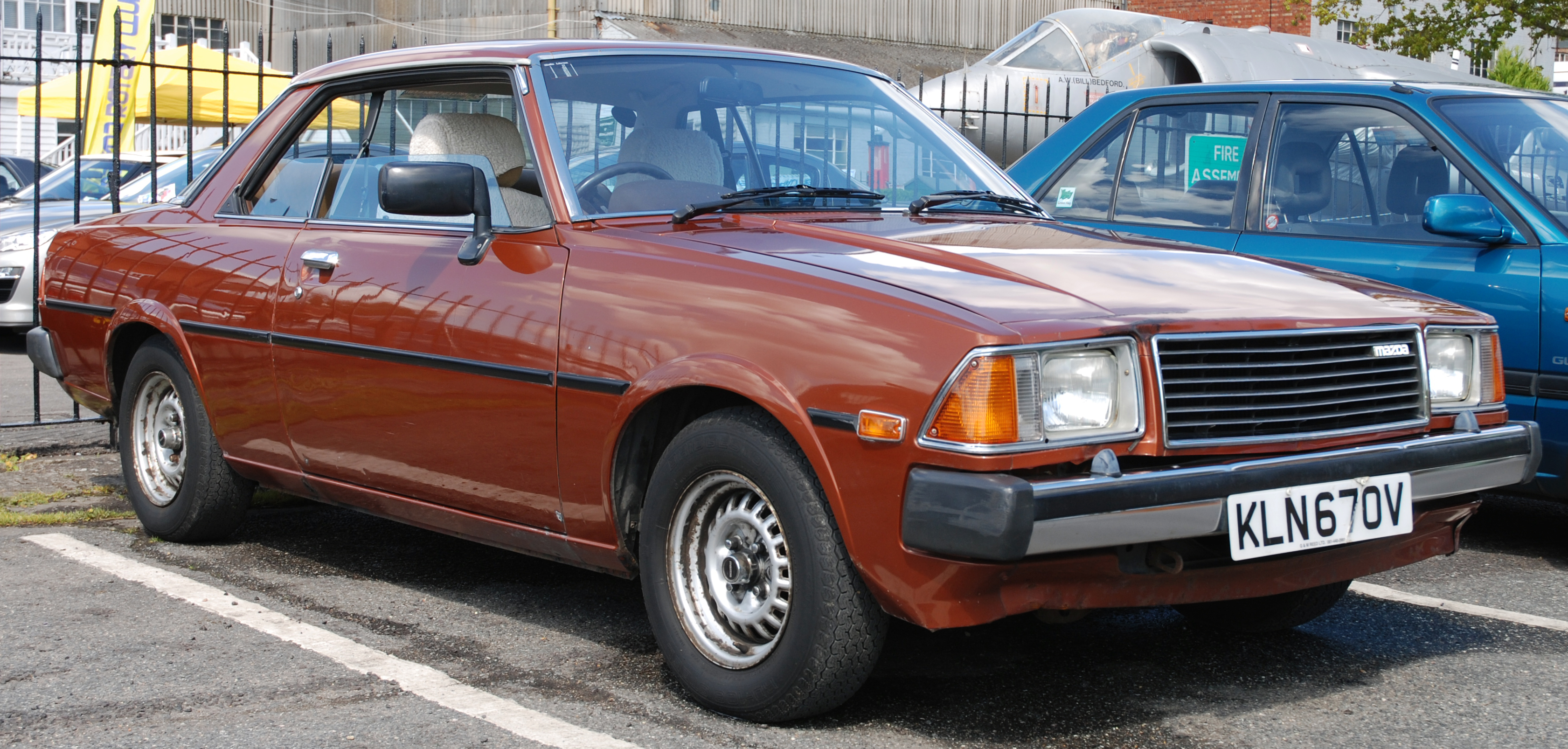
馬自達Montrose（英規）

### 第四代（GC系　1982年-1987年）
1982年 - 9月大改款的第四代626上市。驅動方式變更成前置前驅，開發平台為GC平台。動力心臟為新開發的1.6L F6型、1.8L F8型與2.0L FE型引擎，車型方面維持原有的雙門轎跑車與四門轎車，內裝方面特別強調座椅的多元化機能，前排座椅包覆性佳，並具有頭枕、椅背、椅側、椅座等十向調整功能。後排座椅則可六四分離，全部摺疊攤平後更可與後行李車廂相連，產生多樣化的置物空間。該款車的雙生車款為福特Telstar，專門在亞太地區銷售。
1983年 - 9月追加一款2.0L直列四缸SOHC RF型柴油引擎之車型與1.8L LPG車型。10月追加最大馬力145ps的2.0L FET型渦輪增壓引擎，此車款的頭燈設計為方形四燈，其餘規格則沒有變動。
1985年 - 5月小改款，新增了五門掀背車車型，且發生緊急剎車時安全帶可束緊鎖定。
此代626曾榮獲1982年度日本年度風雲車（日本カー・オブ・ザ・イヤー）大獎，且美國《汽車趨勢雜誌》（Motor Trend Magazine）和澳洲《輪子雜誌》（Wheels Magazine）分別評選為年度最佳進口車；此外韓國起亞汽車曾以此代車型為基礎，於1987年至1995年開發銷售一款名為「起亞Concord」的轎車。

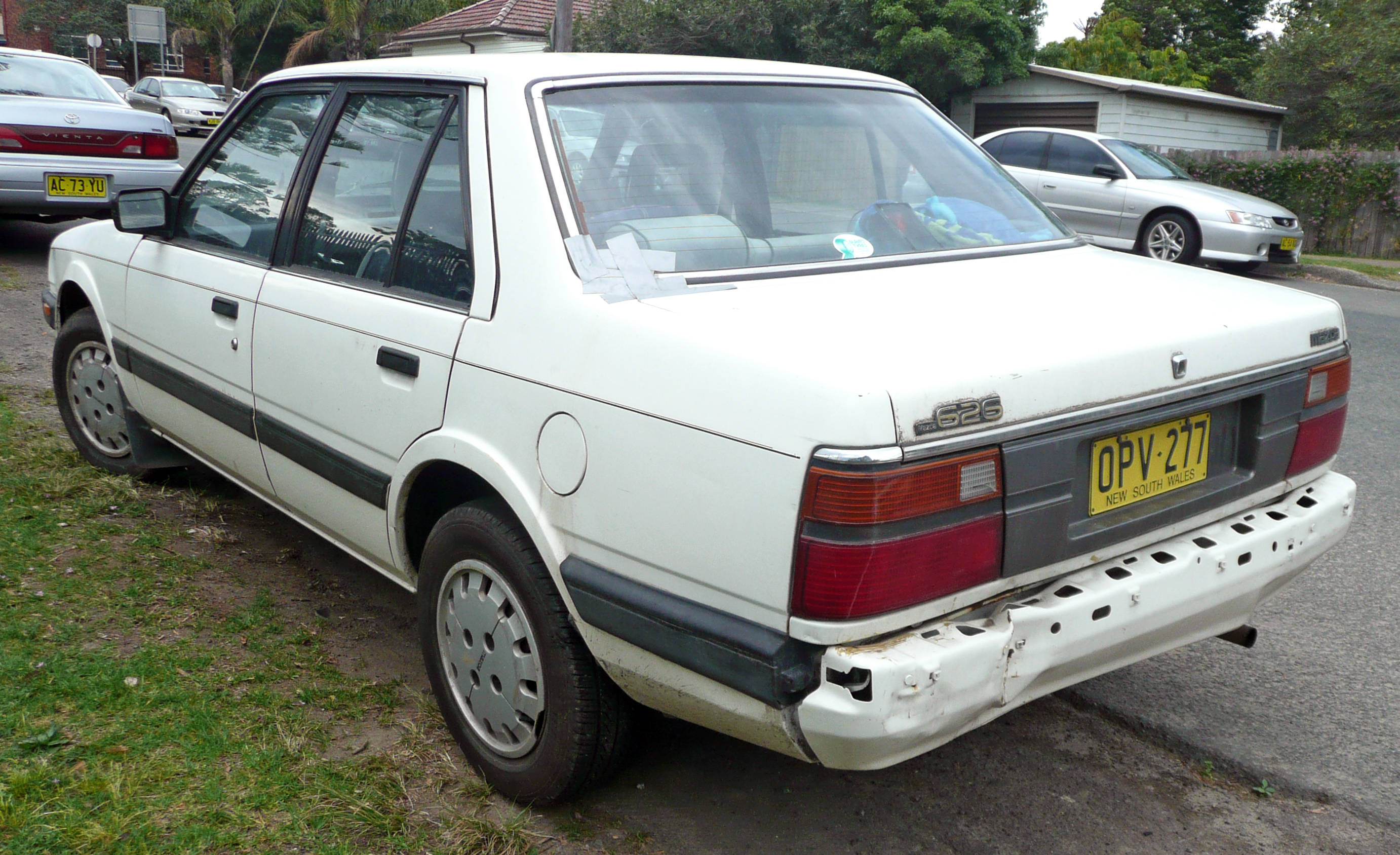
車尾（澳洲）
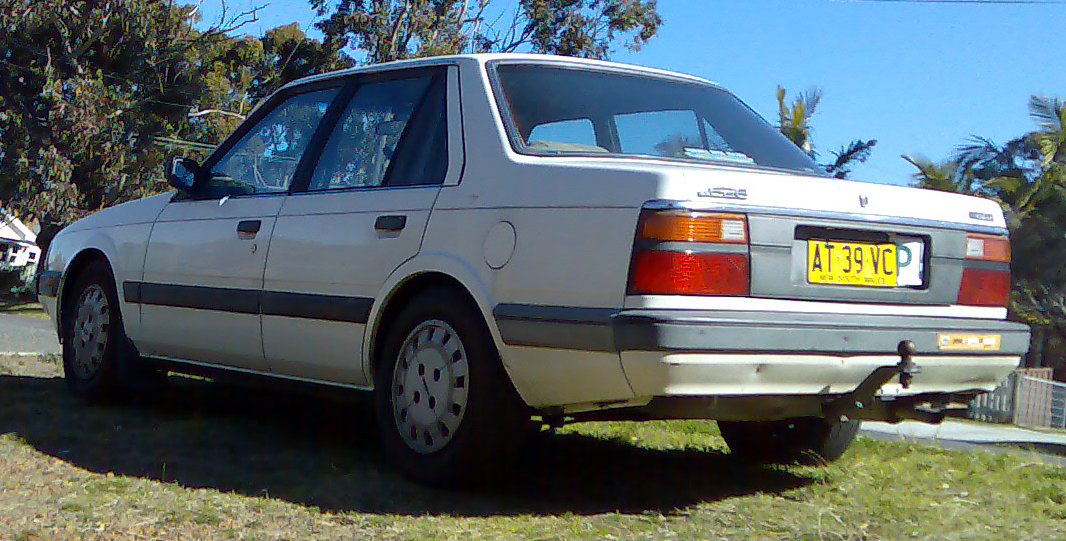
車尾（澳洲）
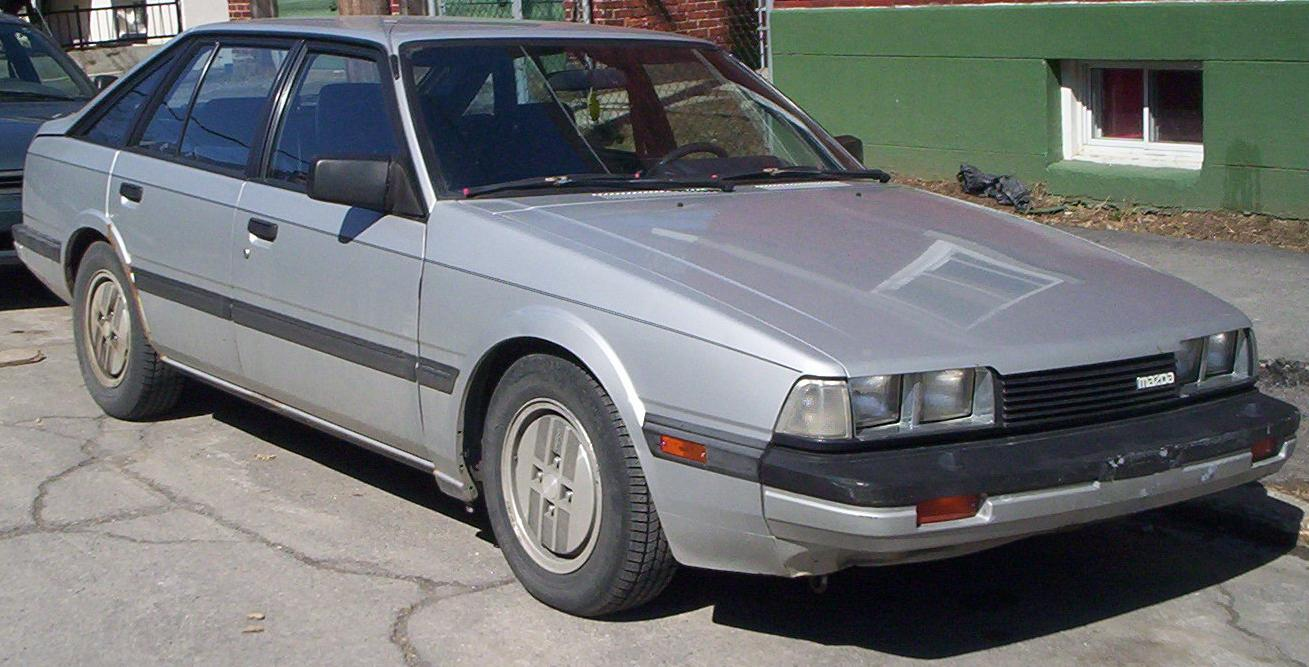
車頭（加拿大）
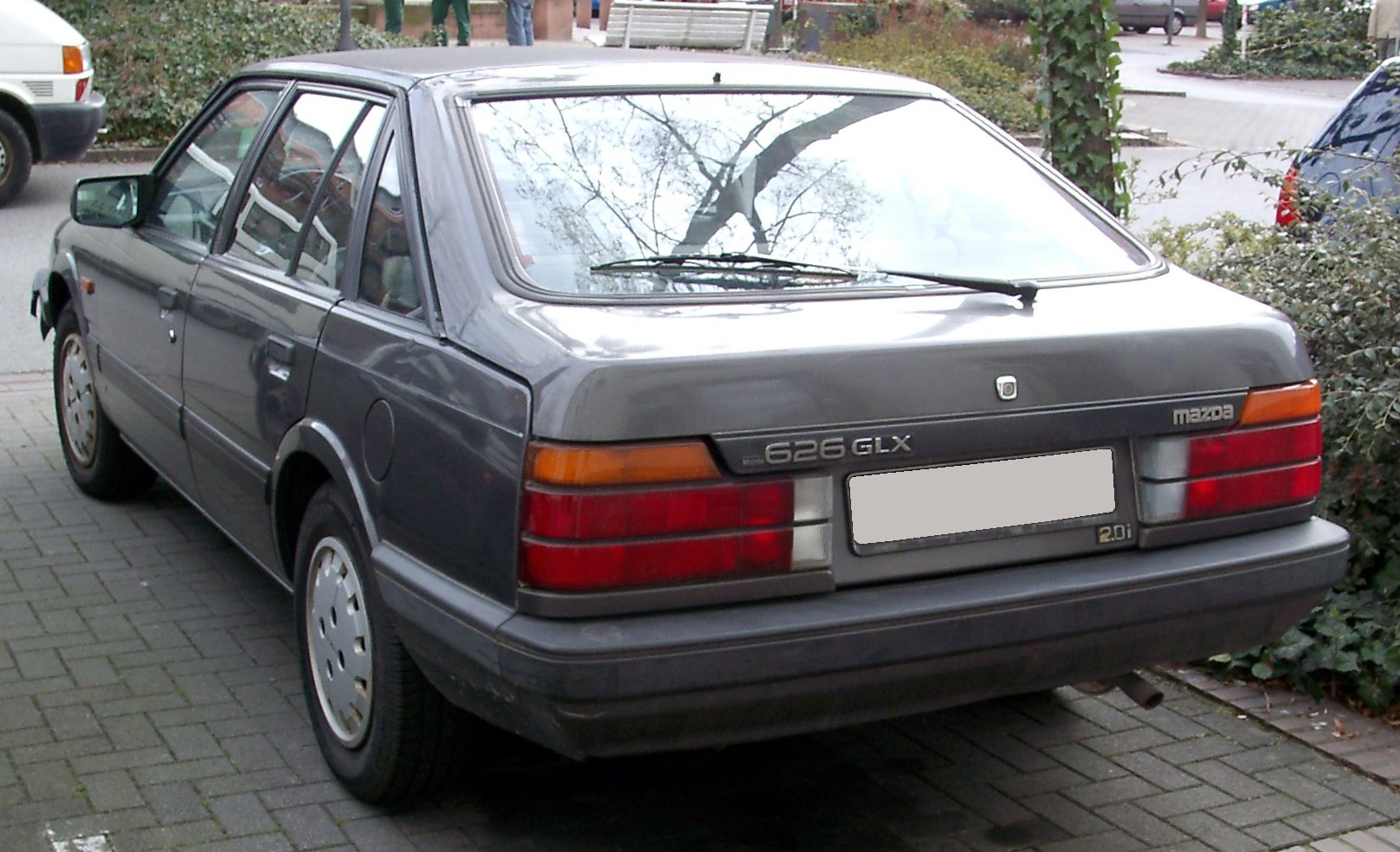
車尾（德國）

### 第五代（GD/GV系　1987年-1994年）
旅行和廂型車型為1988年至1997年。
1987年 - 5月馬自達發表大改款的第五代626。日本市場的車體型式區分為四門轎車型、五門斜背車型（稱為Capella CG，City Gear之意）、雙門轎跑車型（稱為Capella C2，Composite Coupe之意，但海外版叫作MX-6），三者皆採用GD平台。稍晚更出現旅行車型與廂型車型（稱為Capella Cargo），此二型將既有的GD平台輕度修改，稱作GV平台。另外值得注意的有兩點：
- 配備電子控制4WS（4-wheel-steering）四輪轉向系統，這是全球首度市售的配備[2]。這種4WS系統屬於電子式設計，依靠一組安裝於後輪軸附近的電子機械控制組件，不停接受來自前輪軸轉向角度的訊號，按照預設的對應比例推動繫接於後輪的連桿，以改變後輪的轉向角度。
- 外銷歐洲市場的車款裡可選購2.0L直列四缸RF-CX Comprex型柴油引擎，且配備「PWS壓力波增壓裝置」（pressure wave supercharger）。這是一種利用進氣和排氣系統的波動作用來壓縮進入之空氣，以機械增壓促進排氣效率，並提高引擎的動力輸出。可是和渦輪增壓方式相較之下，較為浪費引擎動力、成本費用較高、重量增加、噪音也比較大。

因此，這一代的626可說是其生產史上配備最豪華的。美國《人車誌汽車雜誌》（Car and Driver Magazine）曾在1988年將626和MX-6列為年度十大風雲車，澳洲《輪子雜誌》（Wheels Magazine）亦將之評選為1992年最佳風雲車。
1988年 - 2月日本推出特仕車Profile Series，追加電子式收音機、自動升降天線等配備；五門斜背車型和雙門轎跑車型追加4WS系統。3月推出五門旅行車「Capella Cargo Wagon」，以及商用車「Capella Cargo Van」；其中前者具有第三排上掀式座椅，可乘坐7人。「Capella Cargo」車系特別受到嘻哈車玩家的喜愛，維持一定的銷售乘機。6月推出限量300部的「∞」特仕車，以2.0L雙門轎跑車型為藍本，追加提升馬力至150ps的FE-DE型引擎、黏性耦合限滑差速器、後下拉桿、運動化內裝等配備。同年兄弟車馬自達Persona、Eunos 300問世。
1989年 - 6月小改款，因2.0L FE-DE型引擎提高壓縮比，手排車的最大馬力增至150ps、自排車則是145ps；同時新增一具1.8L直列四缸DOHC F8-DE型引擎。
1991年 - 因原廠採行多品牌策略，兄弟車Cronos、Ẽfini MS-6、MX-6陸續於10月上市，同時停止生產CG、C2二種車型。
1992年 - 8月「Capella Cargo」車系小改款，變更進氣壩的造型且更新車色。

#### 馬自達Cronos
詳情參見馬自達Cronos

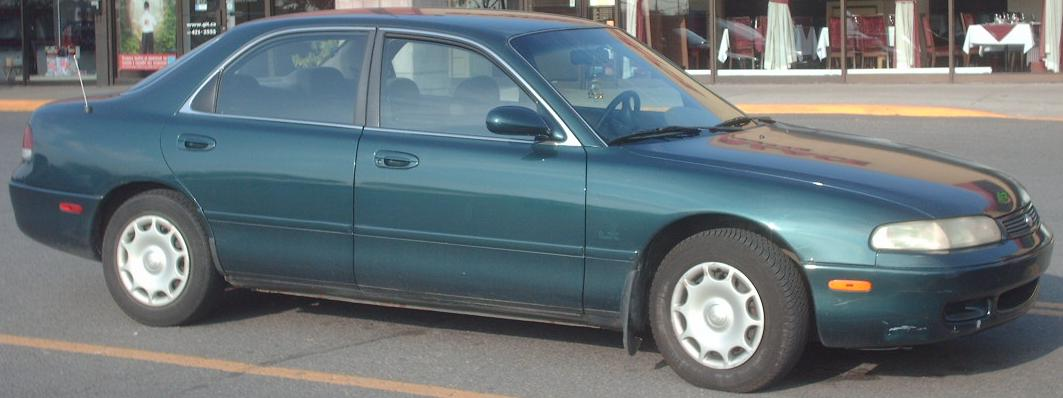
馬自達Cronos

Cronos採用的GE平台是由既有之GD平台修改而來，它在1991至1995年間由第五代Capella重新設計外形後上市。因為當時馬自達採取多重子品牌與通路銷售策略，1990年代前半期共有六款使用同一底盤平台的車款同時在市面上出現：第五代Capella、Ẽfini MS-6（五門斜背車型）、MX-6（雙門轎跑車型）、Cronos、Eunos 500（配備比較豪華）、Autozam Clef（大部分元件與Cronos相同，但外觀設計有一點差異）。如果再加上雙生車款福特Telstar和福特Probe，總共有八款車。這種多頭馬車式的行銷策略不但造成自家品牌對抗，也引起消費者的混亂。後來在銷售成績上證明這種策略行不通，所以1995年停產後，原廠再也沒推出後續車款。
Cronos的雙生車款為第三代福特天王星，1983年由福特六和汽車國產化後在臺灣上市銷售，銷售成績頗佳，反觀原型車馬自達Cronos反而賣得不好。1988年小改款的福特天王星上市，彼時臺灣開放日裔美規車進口，代理商進輪貿易遂於同年引進馬自達Cronos，但加上進口關稅後反而賣相不佳。

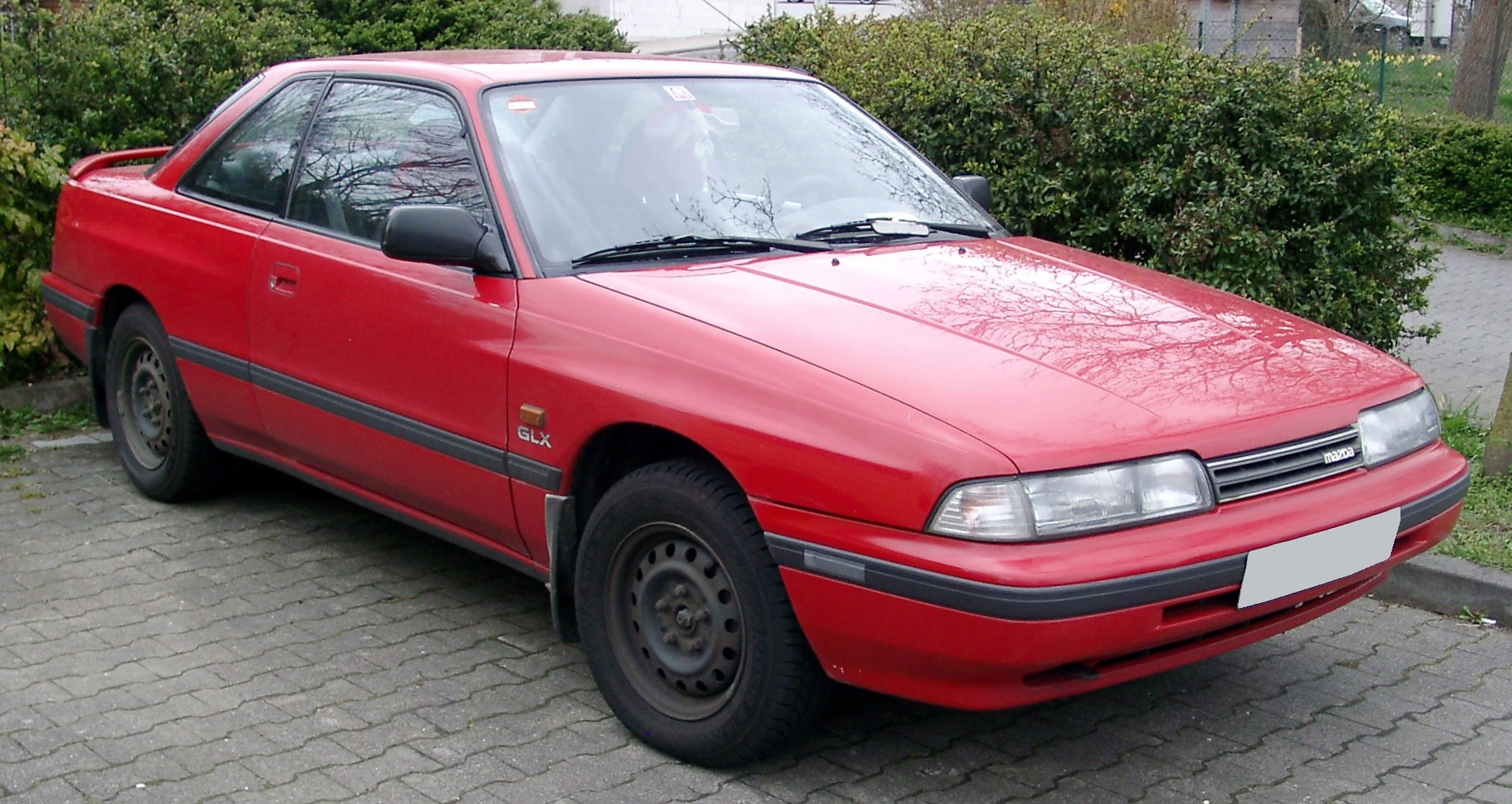
雙門轎車頭（日規）
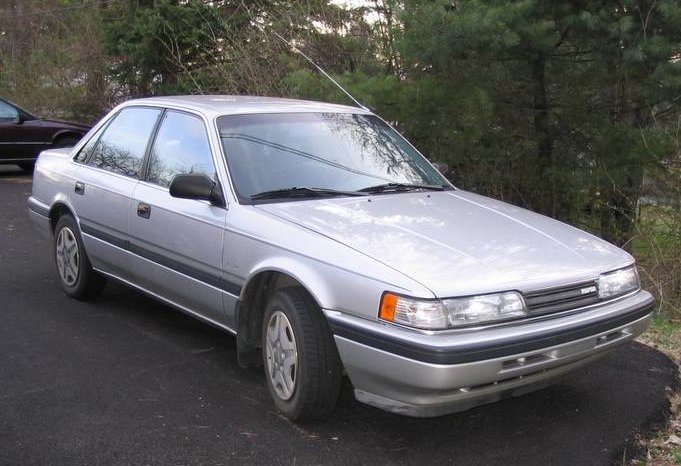
四門轎車車頭（日規）
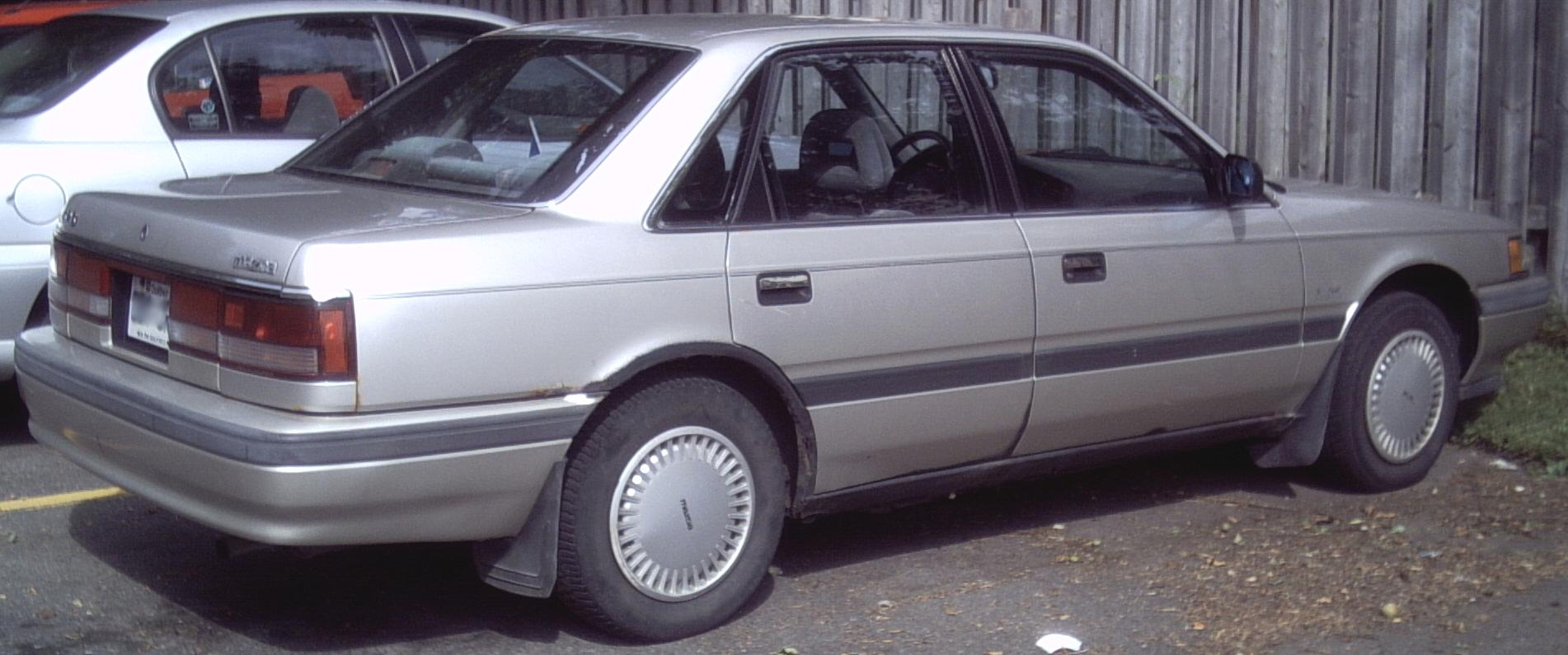
車尾
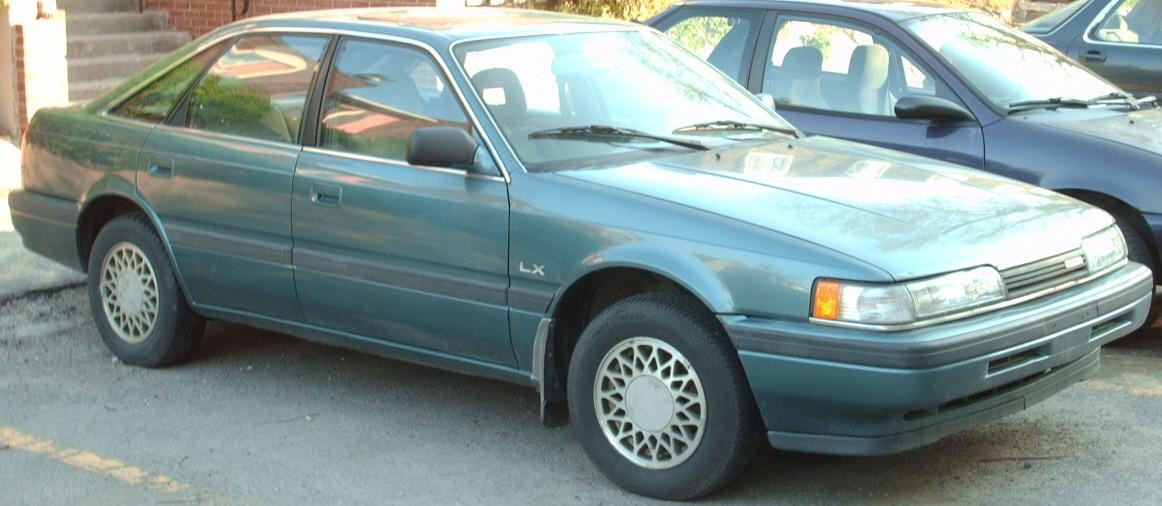
五門掀背車頭
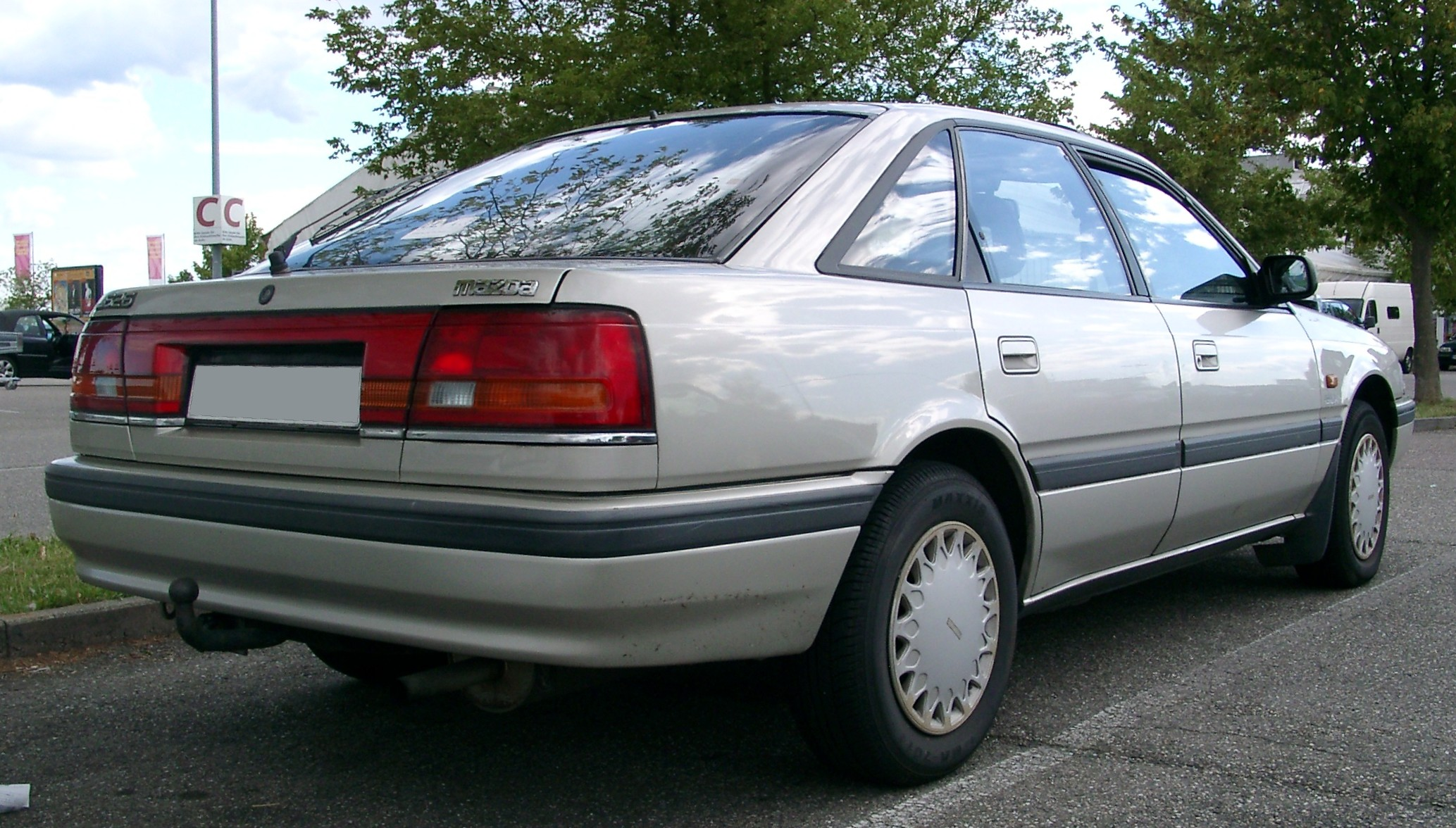
五門掀背車車尾
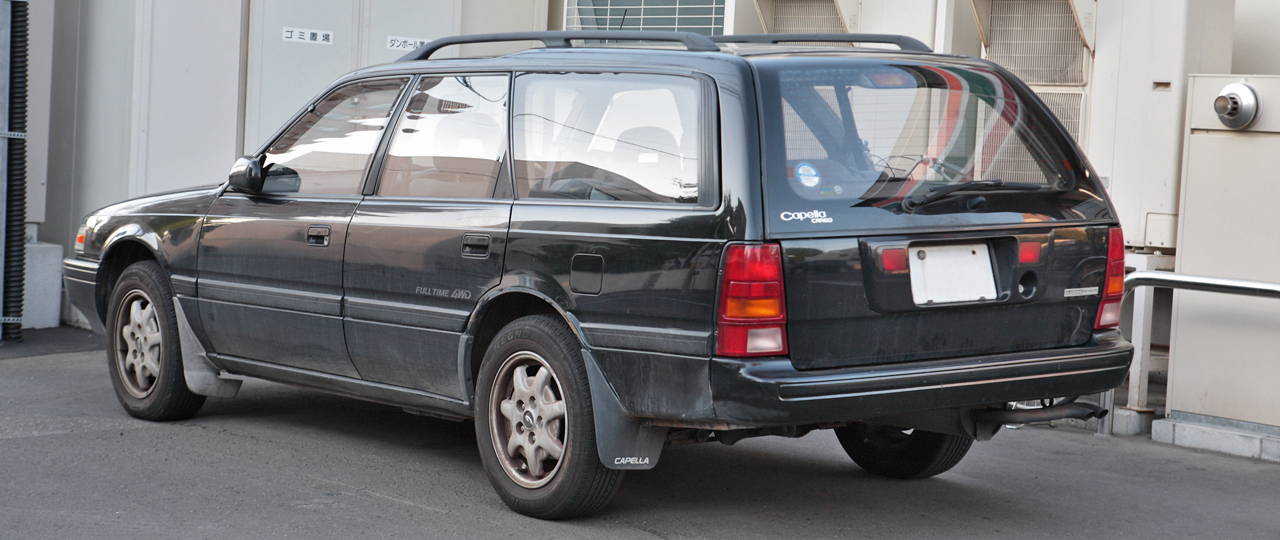
廂型車車尾
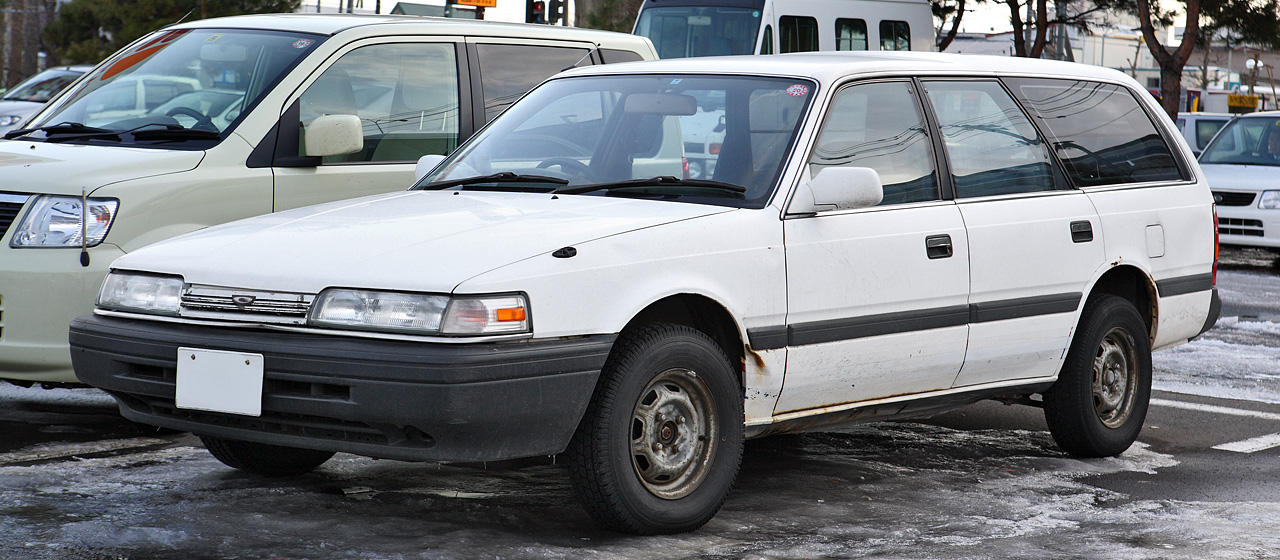
廂型車車頭
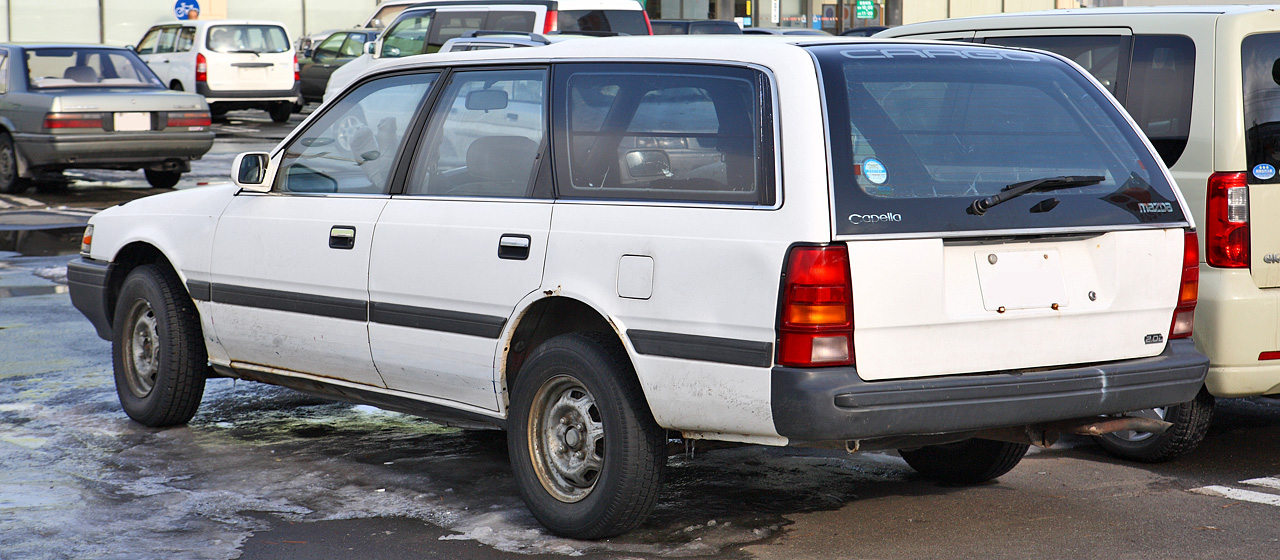
廂型車車尾
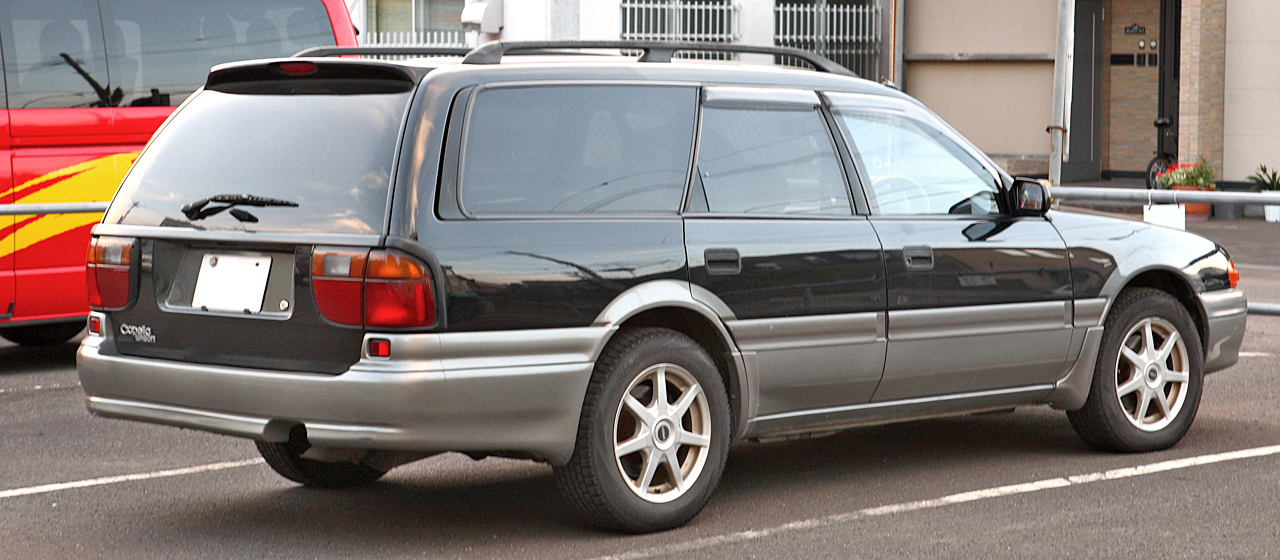
旅行車車尾
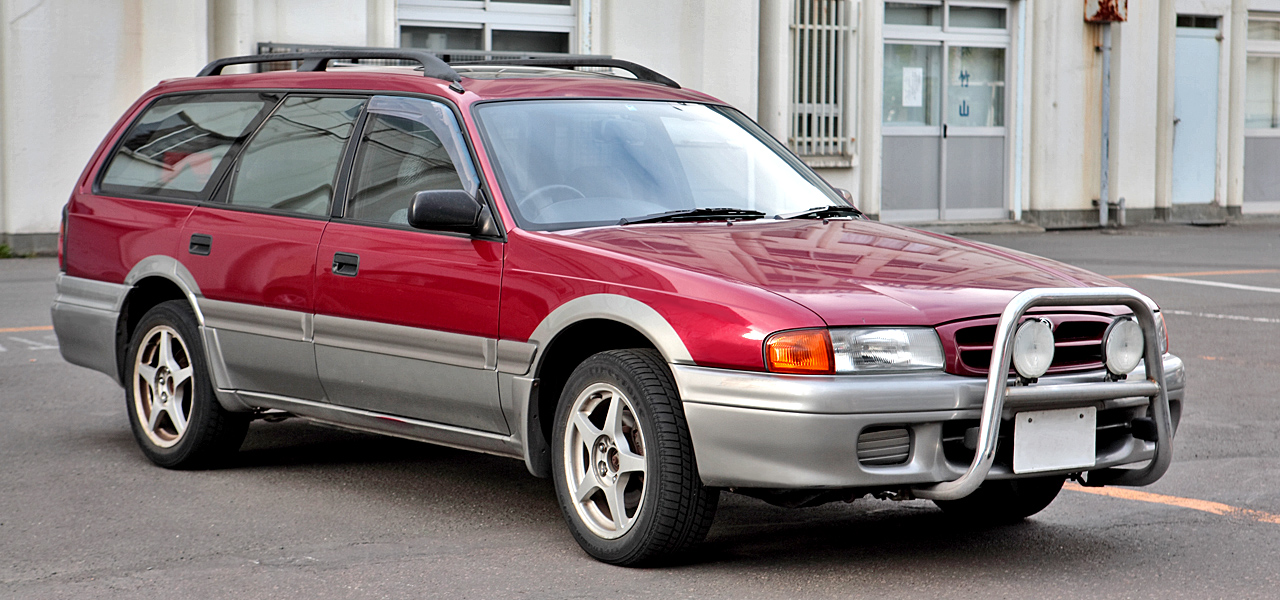
旅行車車頭
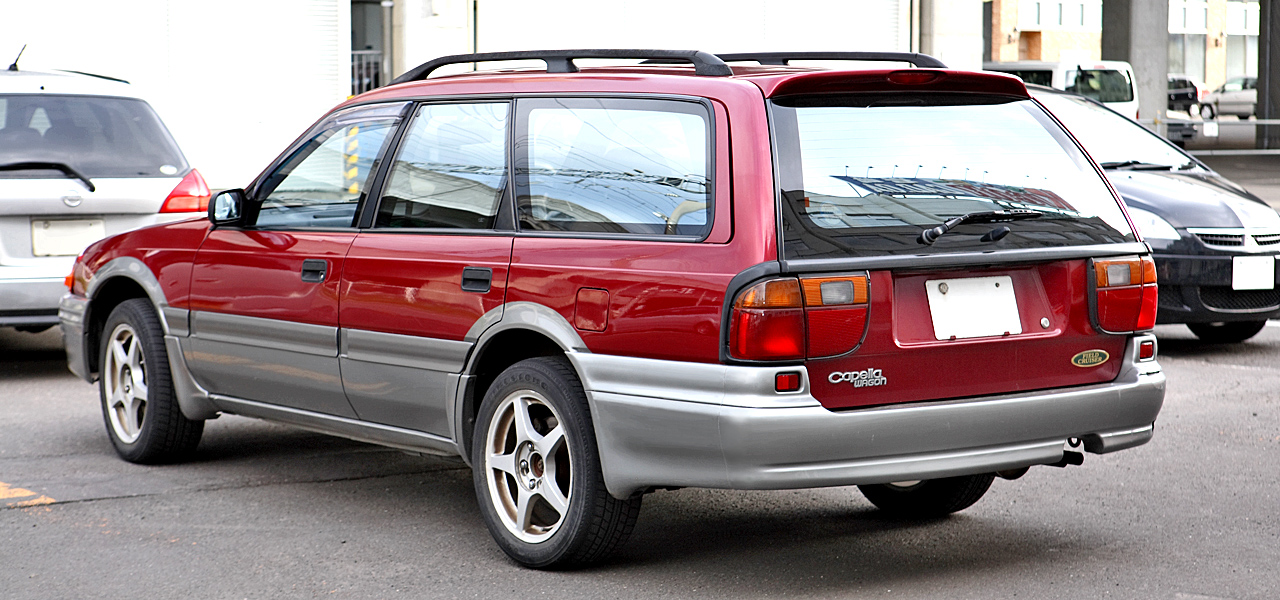
旅行車車尾

### 第六代（CG系　1994年-1997年）
1994年 - 8月大改款的第六代626在日本地區登場發售。由於兄弟車Cronos的銷售成績積弱不振，原廠急於開發此代車型以挽回頹勢。短短9個月內修改GE平台後再開發出CG平台（Eunos 500與第四代福特Telstar亦使用此平台），配合Eunos 500搭載的懸吊系統，另外加上刻意壓低的銷售價格，使得此代的業績在日本比前一代略為回升。不過1996年後卻改回GE平台，另旅行車型的Capella Cargo繼續延用舊有的GV平台及1.8L F8-DE型引擎。基本上此代車款僅在日本銷售，有一部分因應市場需求稍加修改後賣到香港、澳門（同為右駕之故），其他海外地區則販售仍採GE平台的Cronos。同年10月將前一代的Capella Cargo車型大幅度修改後，以「Capella Wagon」之名上市。

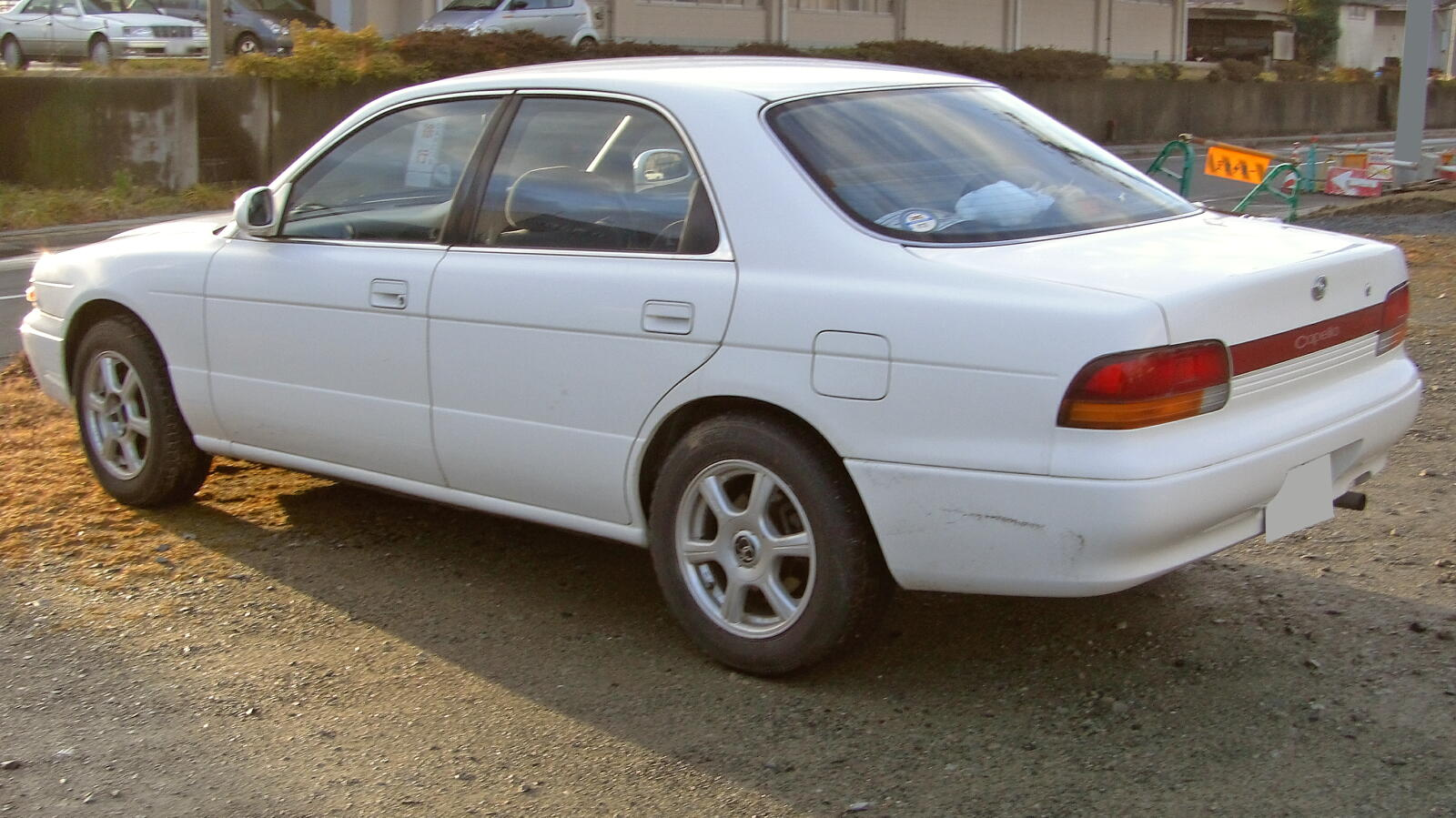
車尾（日規）
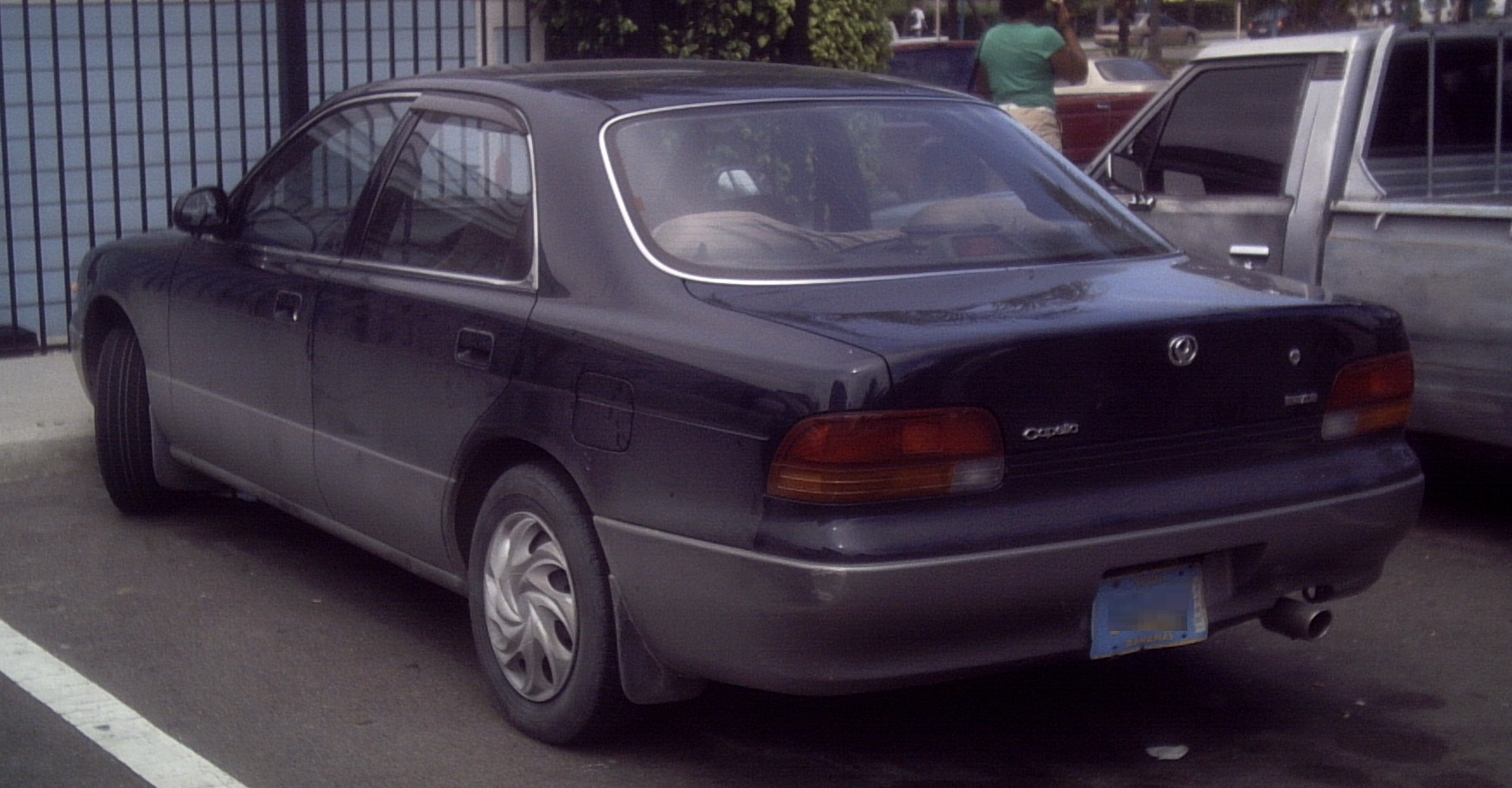
攝於巴哈馬
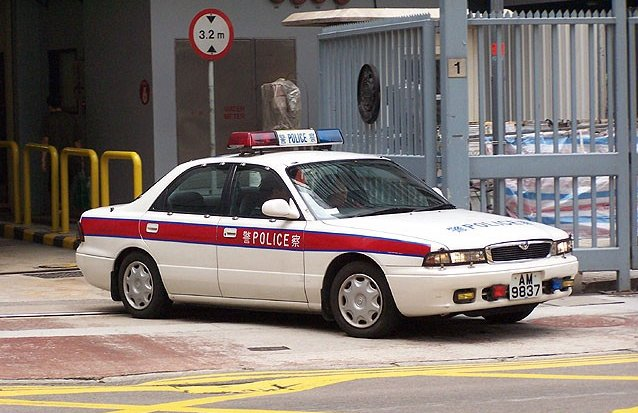
香港警車

1992年海外版Cronos（但在加拿大與臺灣稱為馬自達626 Cronos，直到1996年才去除Cronos的字綴）上市銷售，美國《人車誌汽車雜誌》（Car and Driver Magazine）再度於1992年將此款車列為十大風雲好車。由於消費者改變開車習慣，逐漸捨棄手排變速箱，於是1994年導入福特的CD4E型四速自排變速箱，糟糕的是此自排變速箱卻以高故障率聞名。在哥倫比亞，由於前代車型仍在市場上銷售，此代車型以馬自達626 Matsuri之名上市。

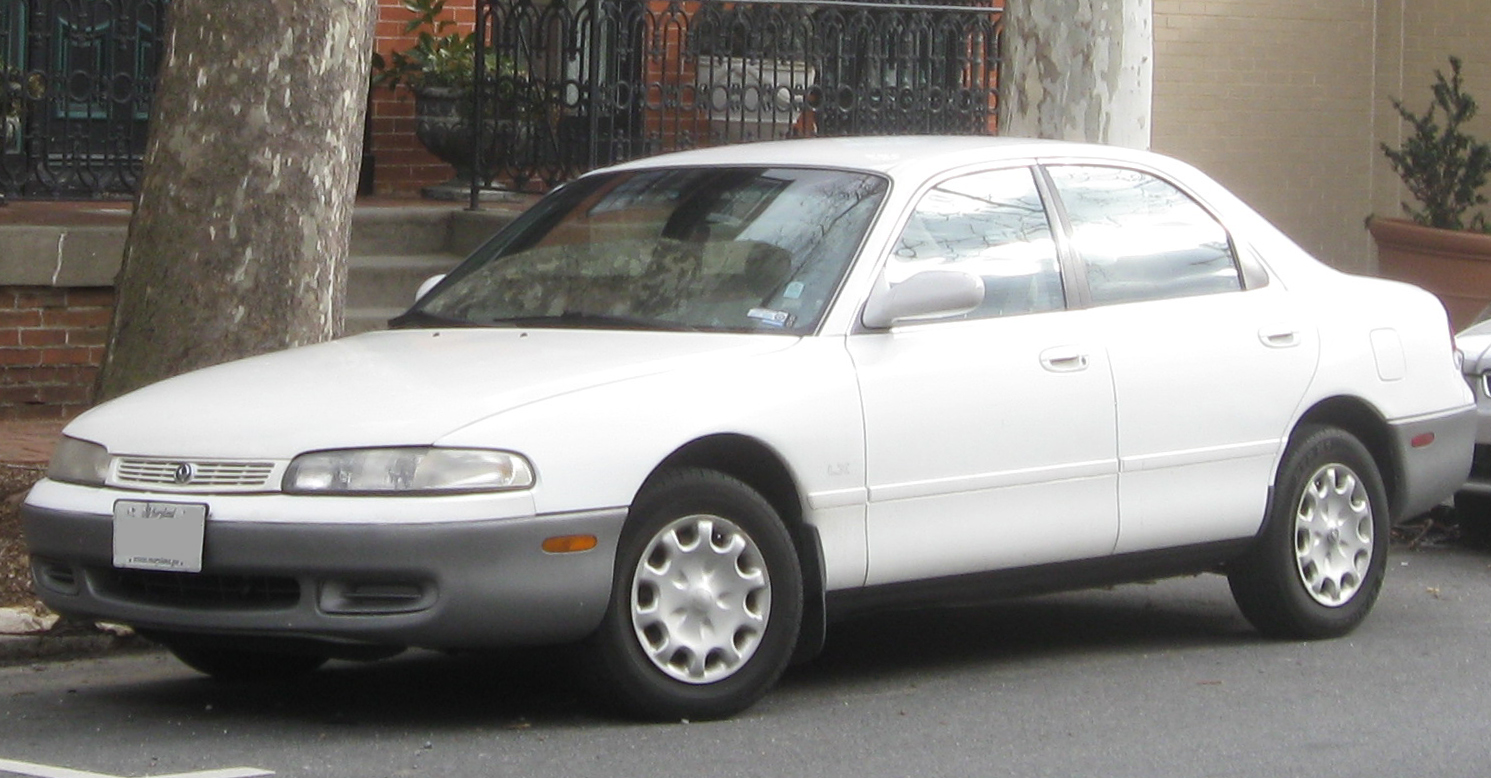
車頭（美規）
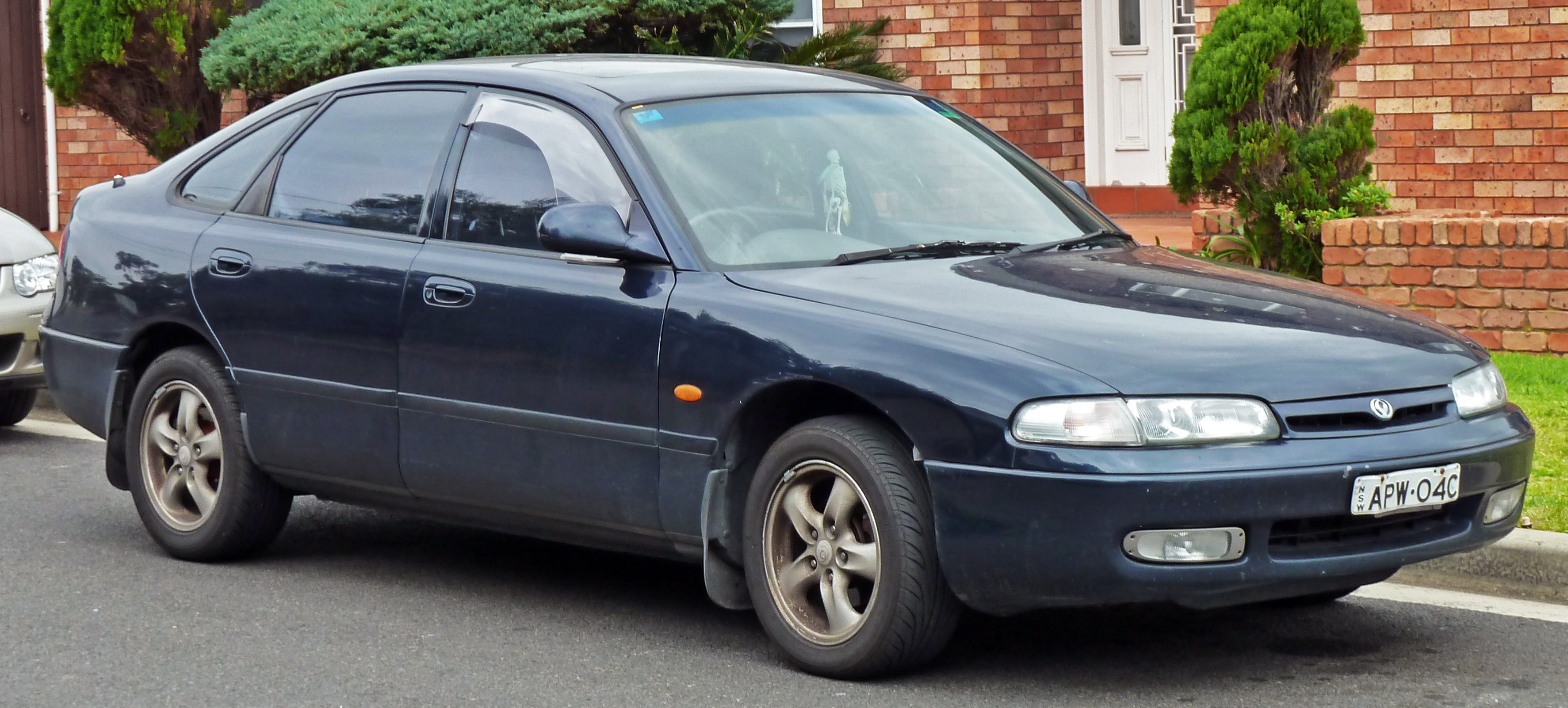
五門掀背車車頭（澳洲）
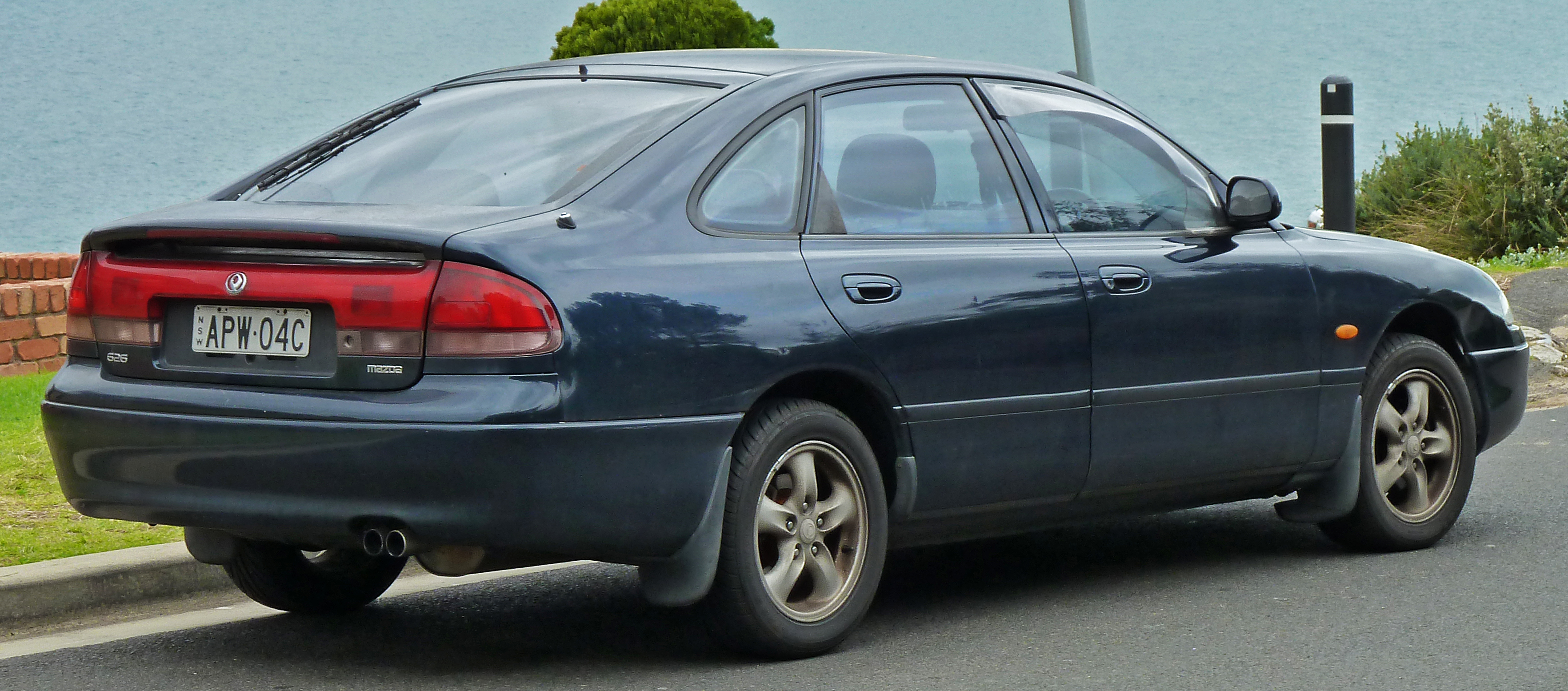
五門掀背車車尾（澳洲）

### 第七代（GF/GW系　1997年-2002年）
1997年8月進行大改款，不再使用Cronos之名，兄弟車MX-6與福特Probe也中止生產。日本市場繼續稱作Capella，海外版則為626，雙生車依然是福特的第五代Telstar，直到福特Mondeo取代之為止。四門轎車與五門掀背車（此車型並未在日本發售）兩種車型使用經過改良的GF平台，而旅行車型則使用輕度修改的GV平台，其軸距比GF平台長60mm，且此車型配有2.5L V型六缸DOHC KL-G4型引擎，點火系統更換成福特EDIS電子點火系統（Electronic Distributorless Ignition System之縮寫）。
值得注意的是，此代車款搭載的2.0L直列四缸DOHC FS型引擎，具有「稀釋燃燒」技術，馬力輸出共分170ps與140ps兩種。「稀釋燃燒」（（日語）ダイリューテッドバーン，即diluted burn）的特點在於將油氣混合燃燒後的氣體再度循環導入進氣程序，以提升燃油效率、降低油耗。1.8L直列四缸FP型引擎的馬力為125ps，另有V型六缸DOHC KL型引擎可供選擇，最高馬力達200ps。
1998年 - 7月追加一款2.0L直列四缸SOHC RF-T DI 1998型柴油引擎。
1999年 - 10月8日進行小改款，更換新開發的Activematic四速手自排變速系統，而EBD電子煞車力分配系統與DSC動態穩定控制系統亦成為標準配備。
2000年 - 原廠在日內瓦車展中發表「626 MPS」概念車，後來僅正式量產出一些數量而已。626 MPS搭載雙渦輪增壓系統的2.5L V型六缸DOHC KL-ZE型引擎，最大馬力上探280hp，搭配五速手排變速系統。

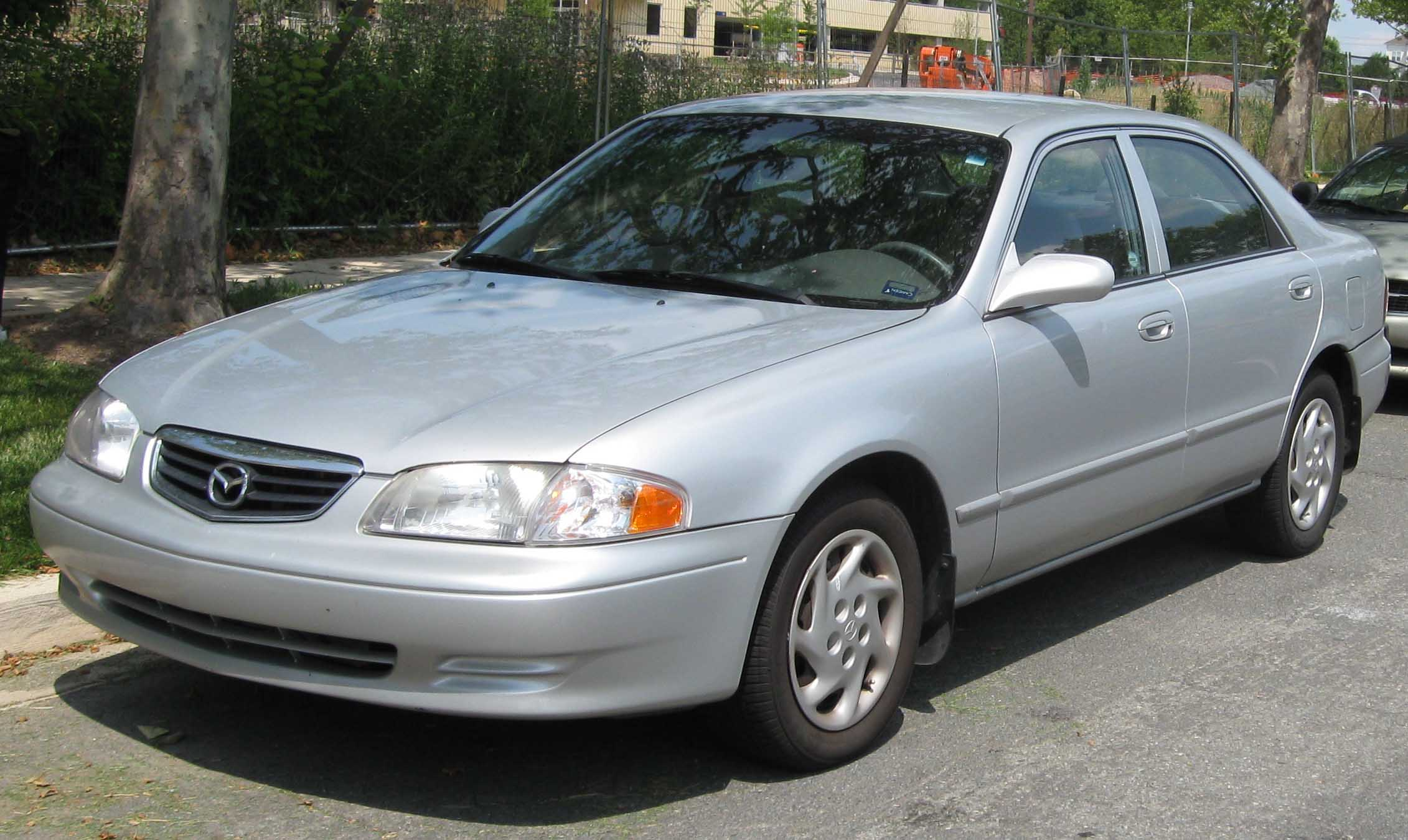
美規前期型
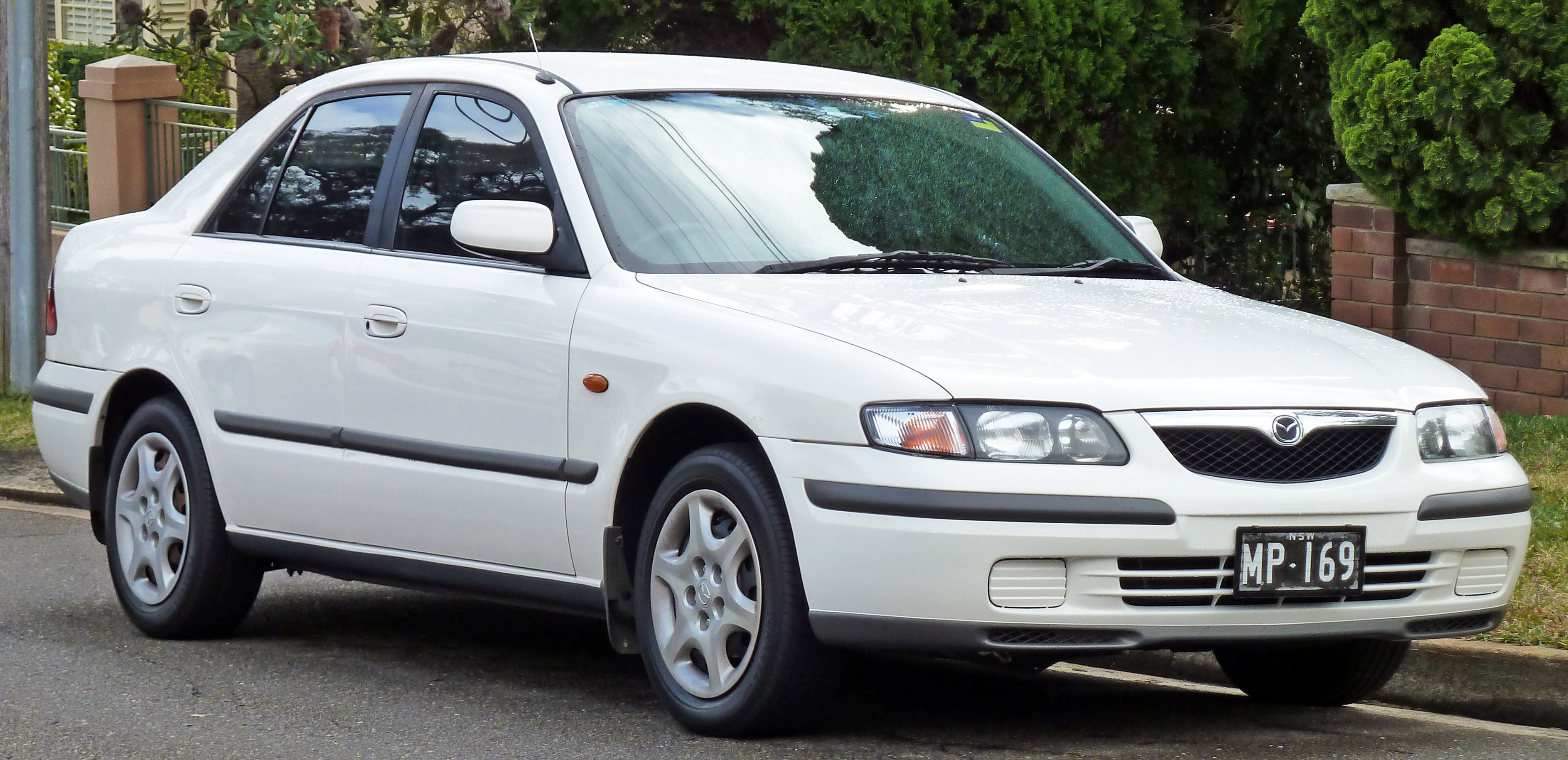
車頭（澳洲）
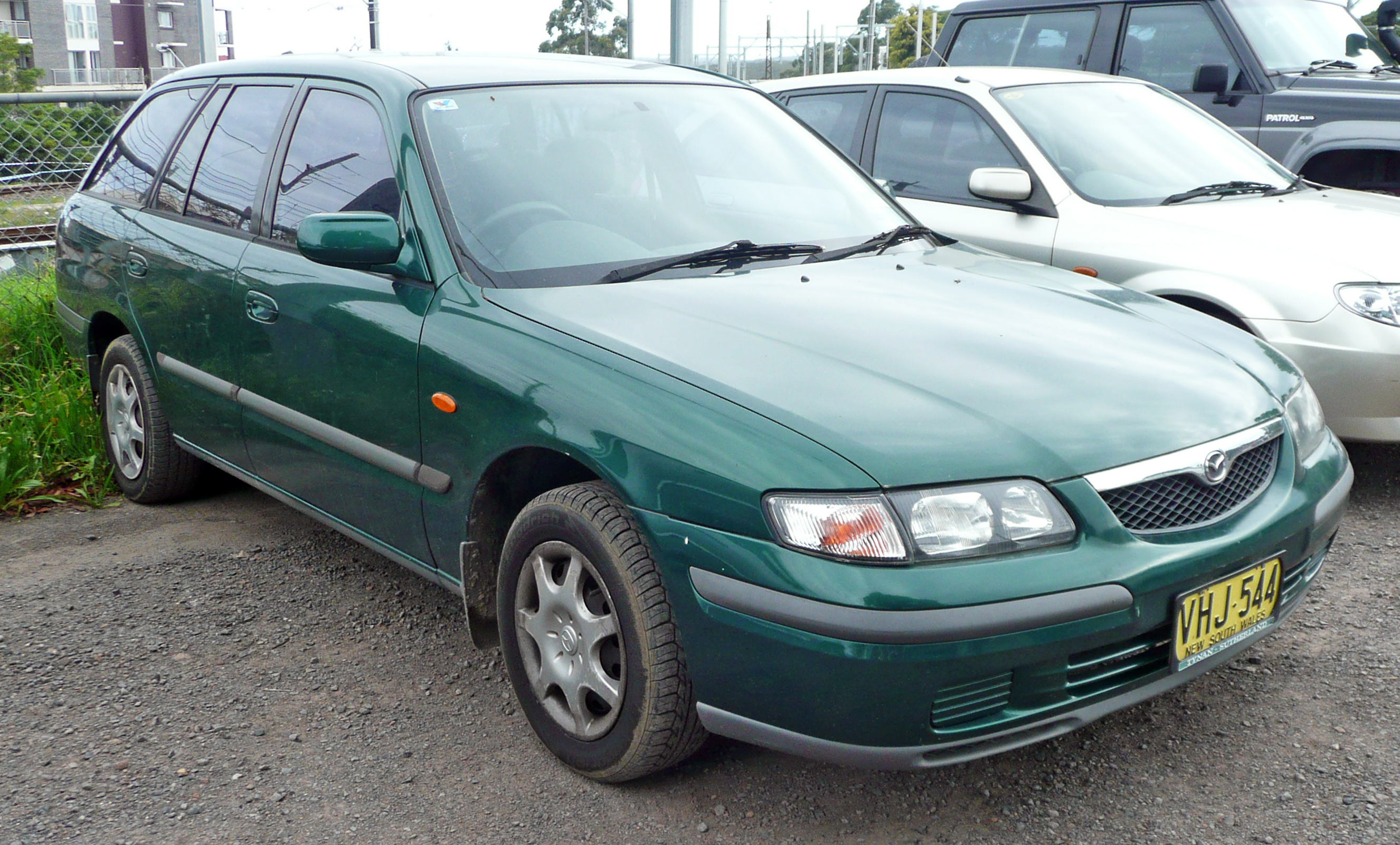
五門旅行車車頭（澳洲）
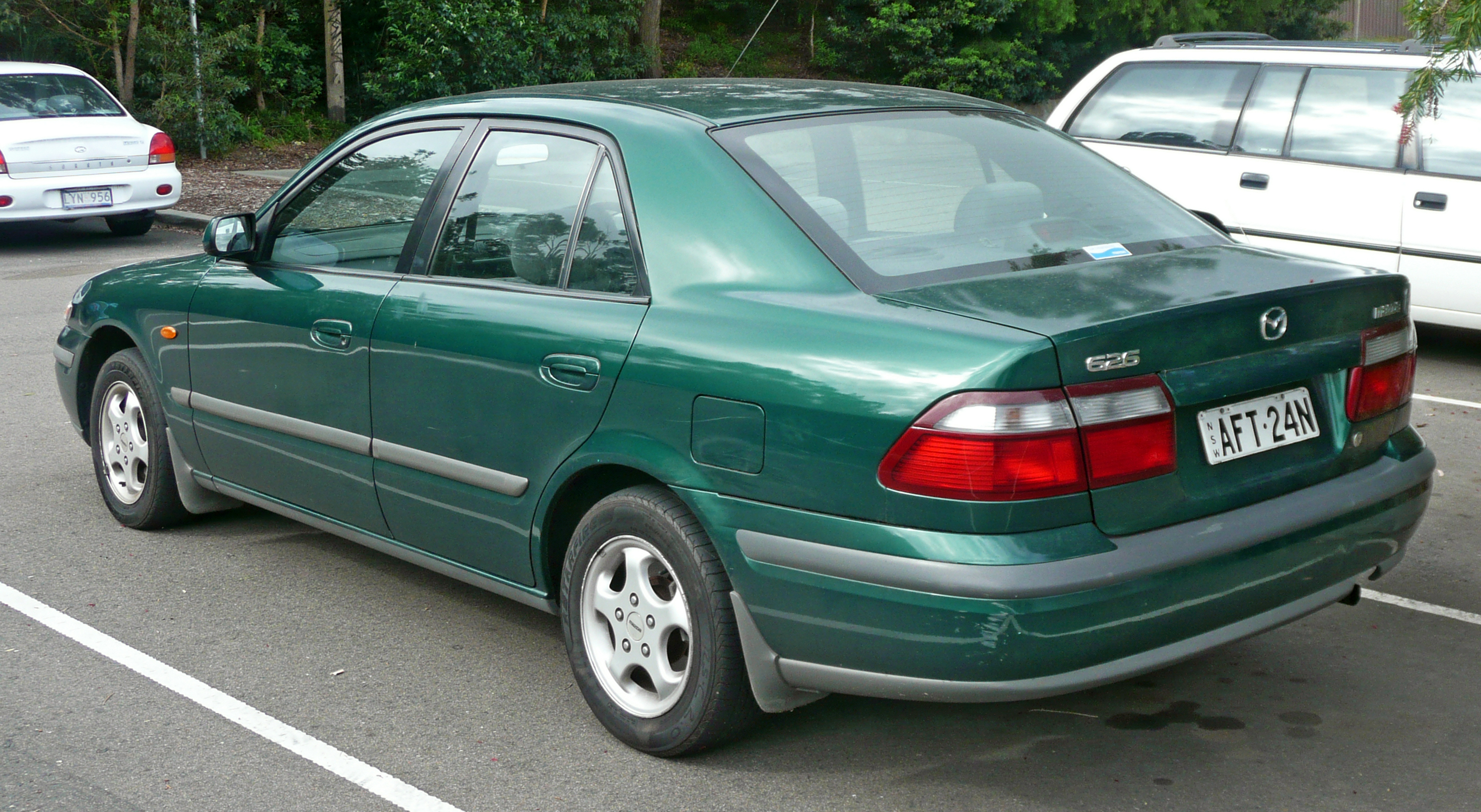
四門轎車車尾（澳洲）
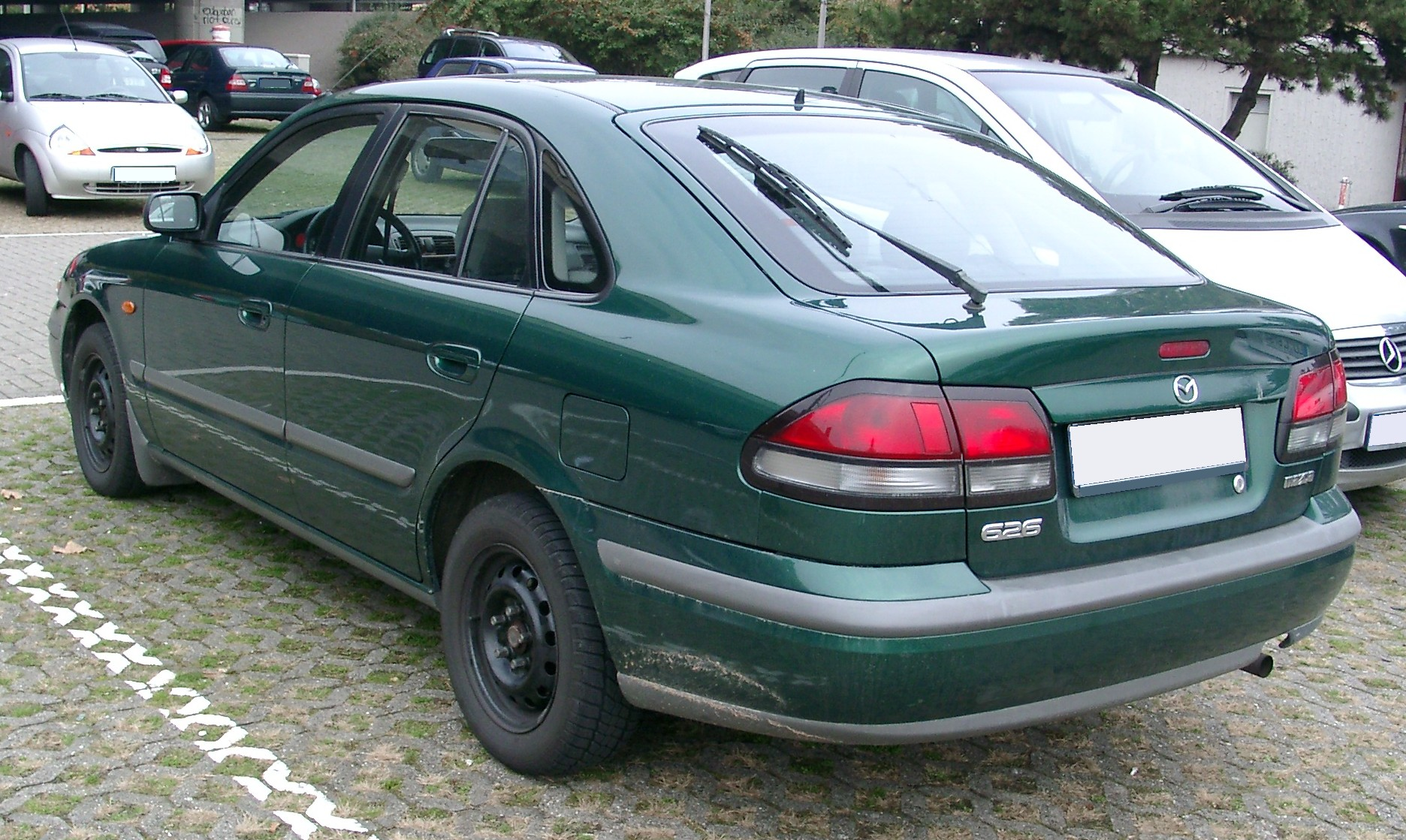
五門掀背車車尾（歐規）
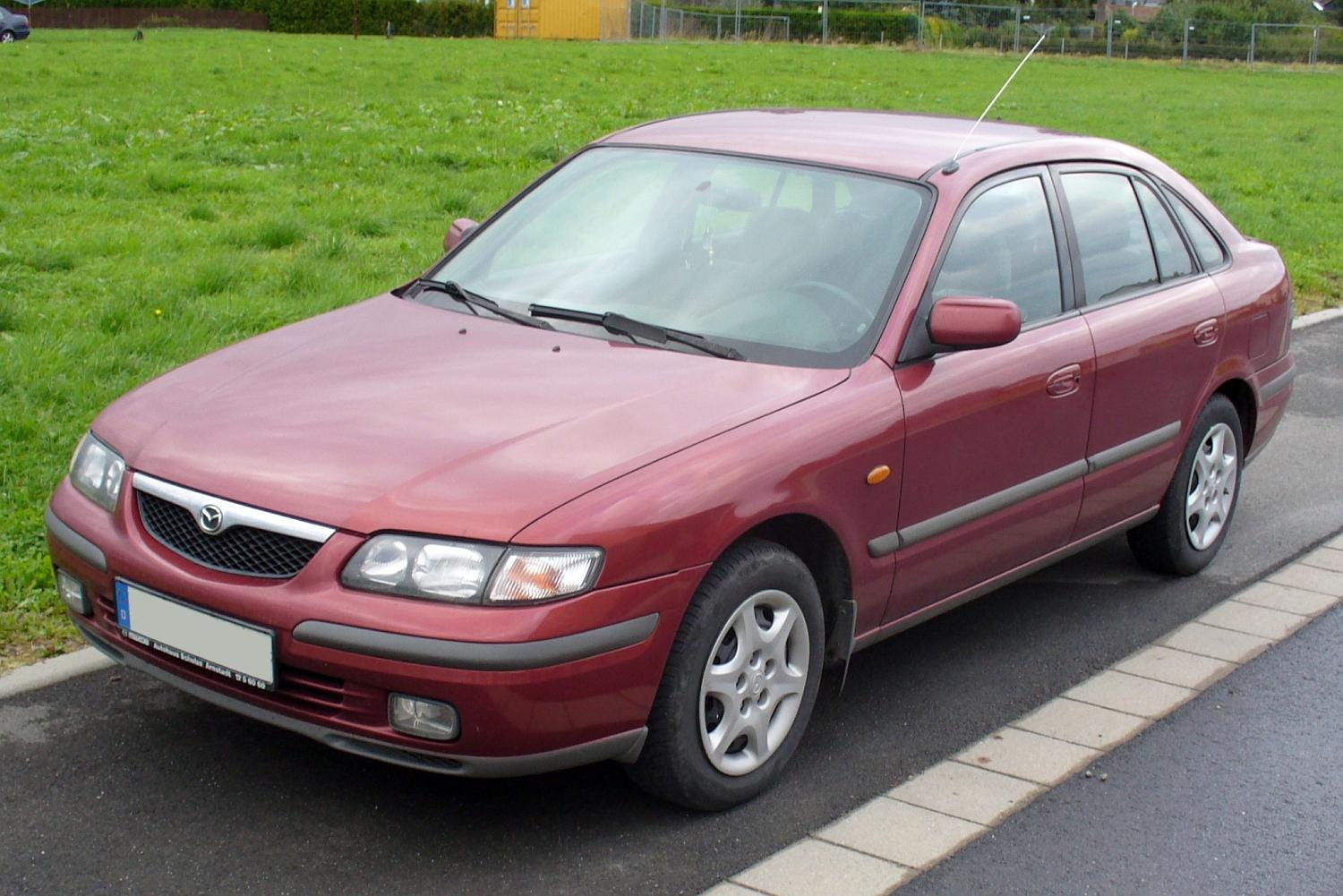
五門掀背車車頭（歐規）
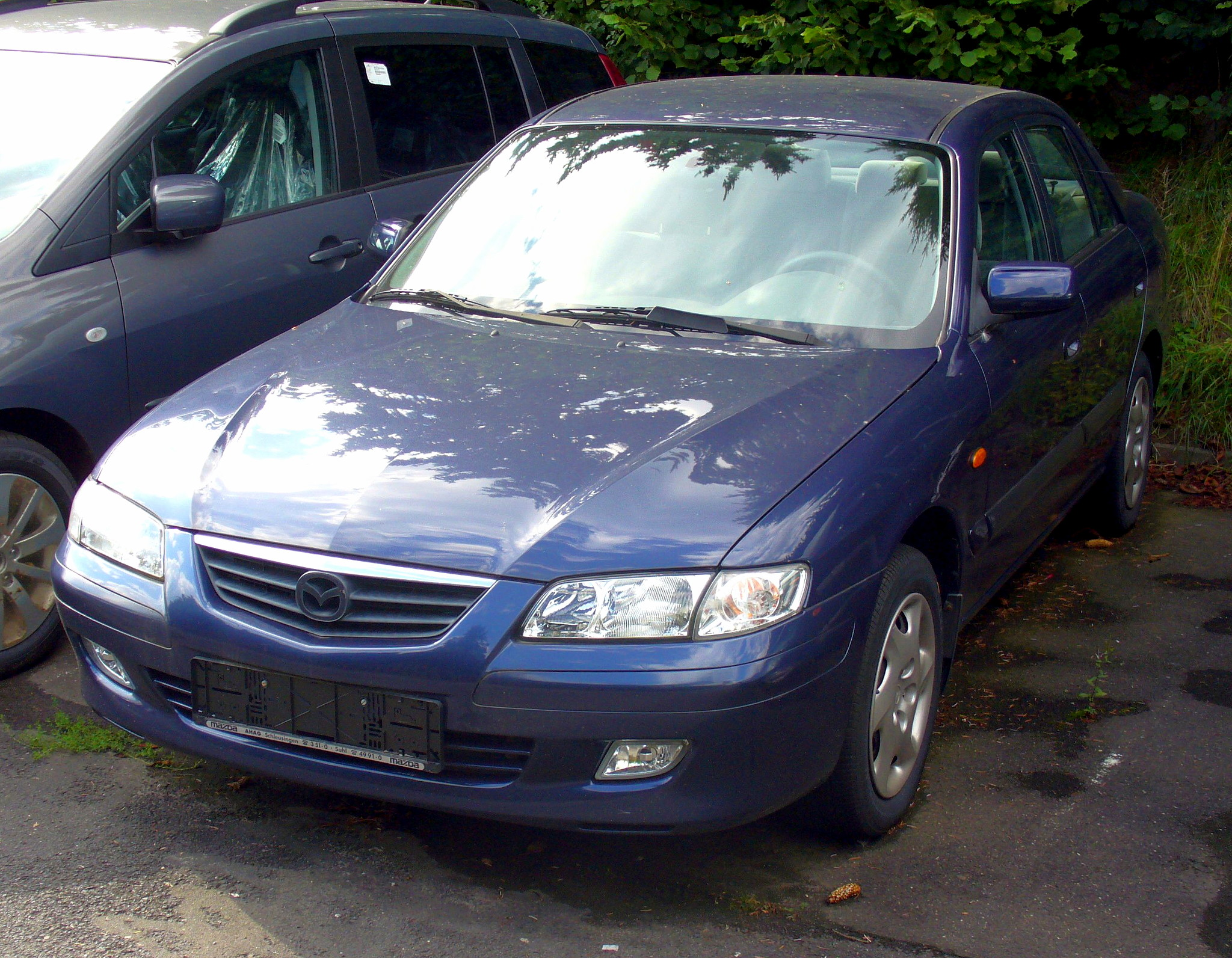
車頭（後期型）
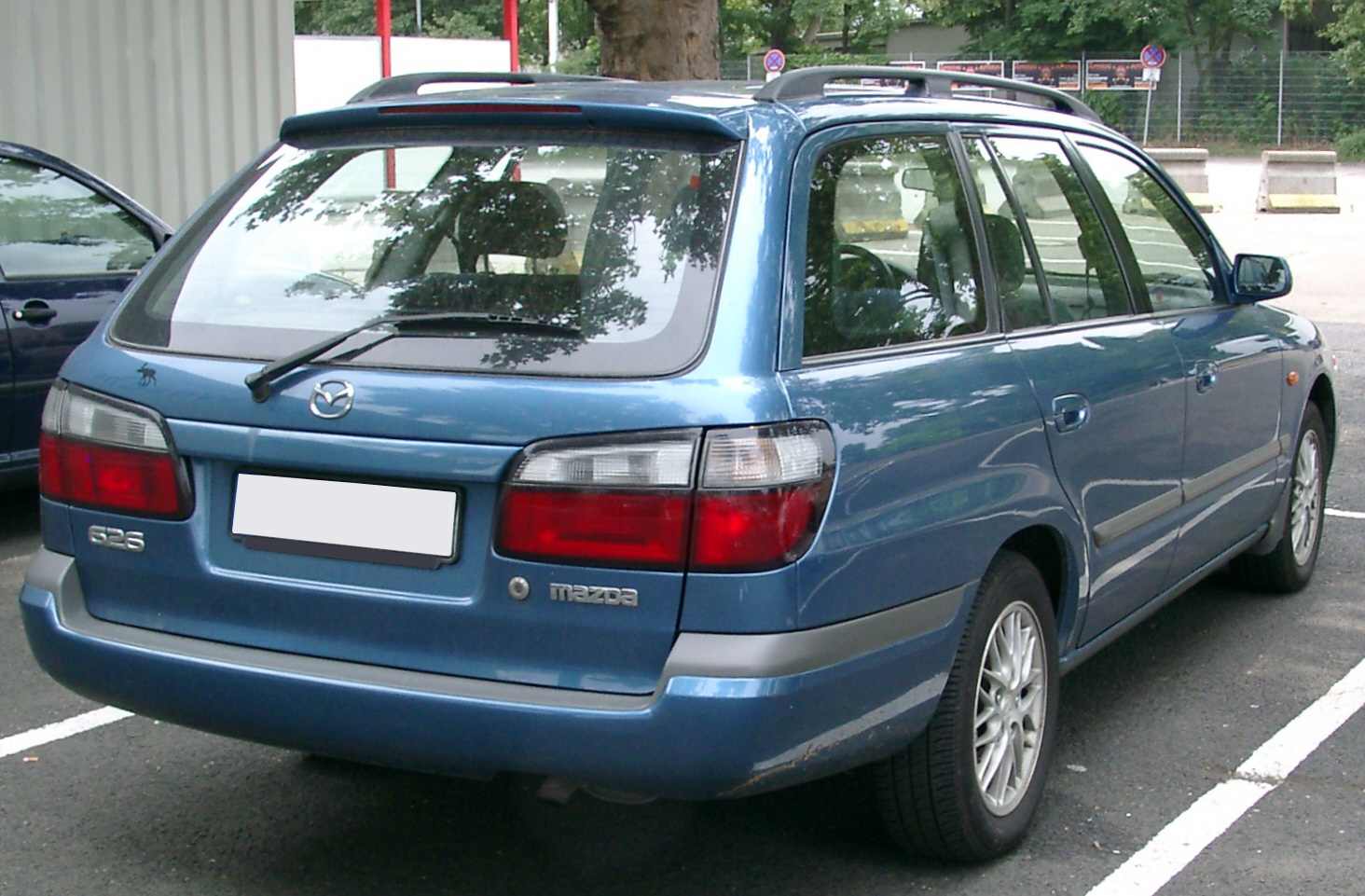
五門旅行車車尾（歐規）
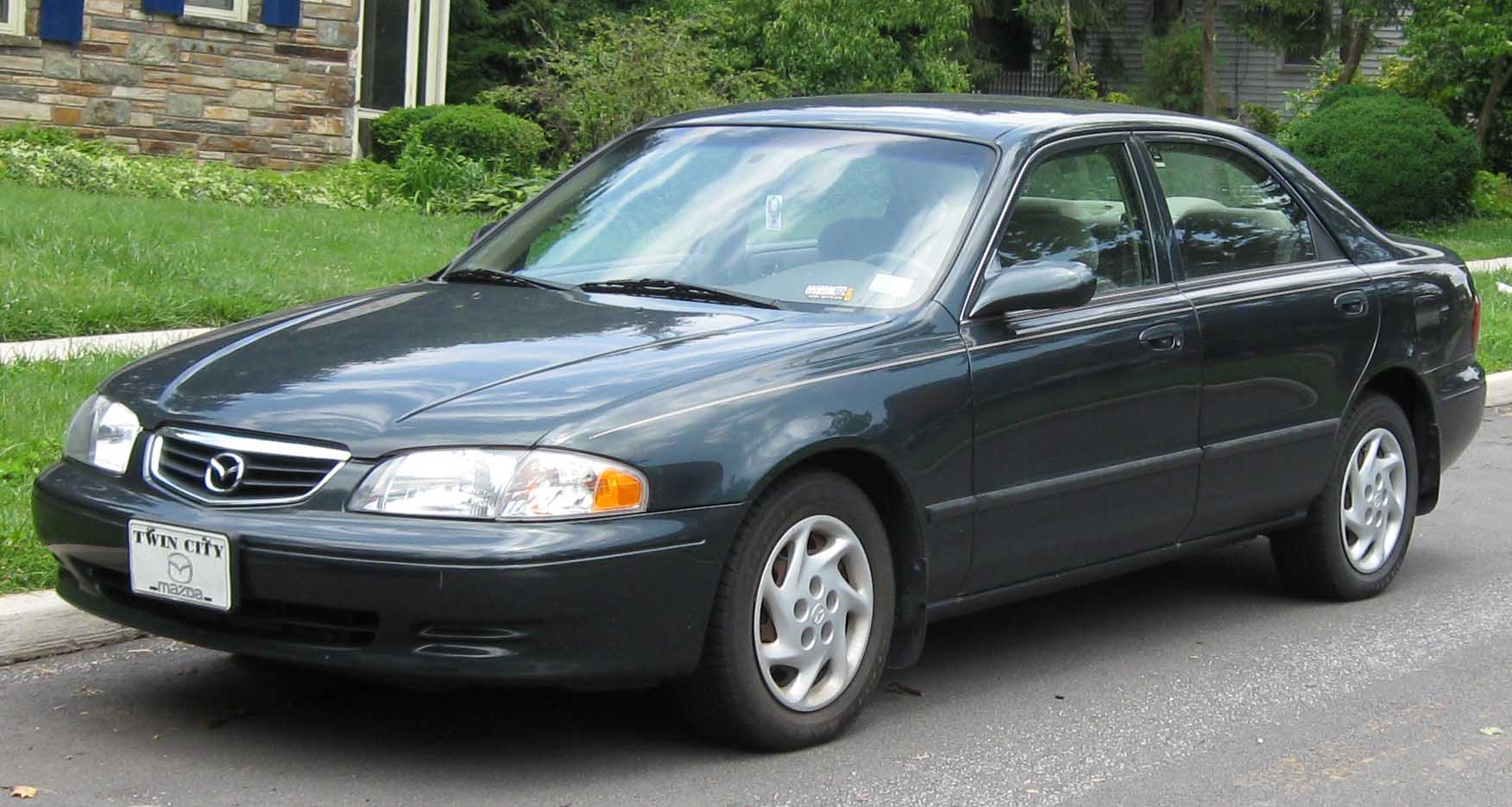
美規後期型

2002年5月，日本地區公開上市新款的Atenza（也就是馬自達6），意味著Capella / 626車系歷經七個世代、卅二個年頭的演變，終須謝幕下臺，改由馬自達6接棒。

## 外部連結
- 中國馬自達官方網站：【經典名車】Capella
- （日語）日本官方網站
- （日語）All Mazda 車種別INDEX <カペラ>
- （英文）Mazda 626